# Sanctuaire de Notre-Dame de Banneux
Le sanctuaire de Notre-Dame de Banneux, également connu sous le nom de sanctuaire de la Vierge des Pauvres, est un sanctuaire marial construit après les apparitions de la Vierge Marie à une petite fille, en 1933, dans le village de Banneux, en Belgique.
Si la construction débute par une première chapelle en 1933, le développement du sanctuaire ne débute vraiment qu'après la reconnaissance officielle des apparitions en 1949. De nombreux petits édifices, chapelles, oratoire, stèles et croix sont érigés en plein air. Contrairement à d'autres lieux, il n'existe pas de grande basilique couverte, mais une esplanade en plein air, servant à la célébration d'offices « quand la météo le permet ».
Ce sanctuaire marial est l'un des lieux les plus visités de toute la région de la Wallonie avec près de 500 000 visiteurs par an. Le sanctuaire, en plus de la présence de nombreux malades, présente la particularité de proposer une activité œcuménique et de servir de point de ralliement et de dévotion à de nombreuses communautés chrétiennes étrangères ou exilées. Avec, ce qui est plus rare, la présence régulière d'une communauté musulmane.

## Localisation
Le sanctuaire est situé dans le village de Banneux (aussi appelé Banneux-Notre-Dame). Ce village fait partie de la commune belge de Sprimont situé en Région wallonne dans la province de Liège. Le sanctuaire est proche des frontières allemande et néerlandaise.
À l'origine simple hameau, Banneux s'est quelque peu agrandi pour devenir un gros bourg rural de quelques milliers d'habitants.
Le sanctuaire est construit en périphérie du village.

## Historique

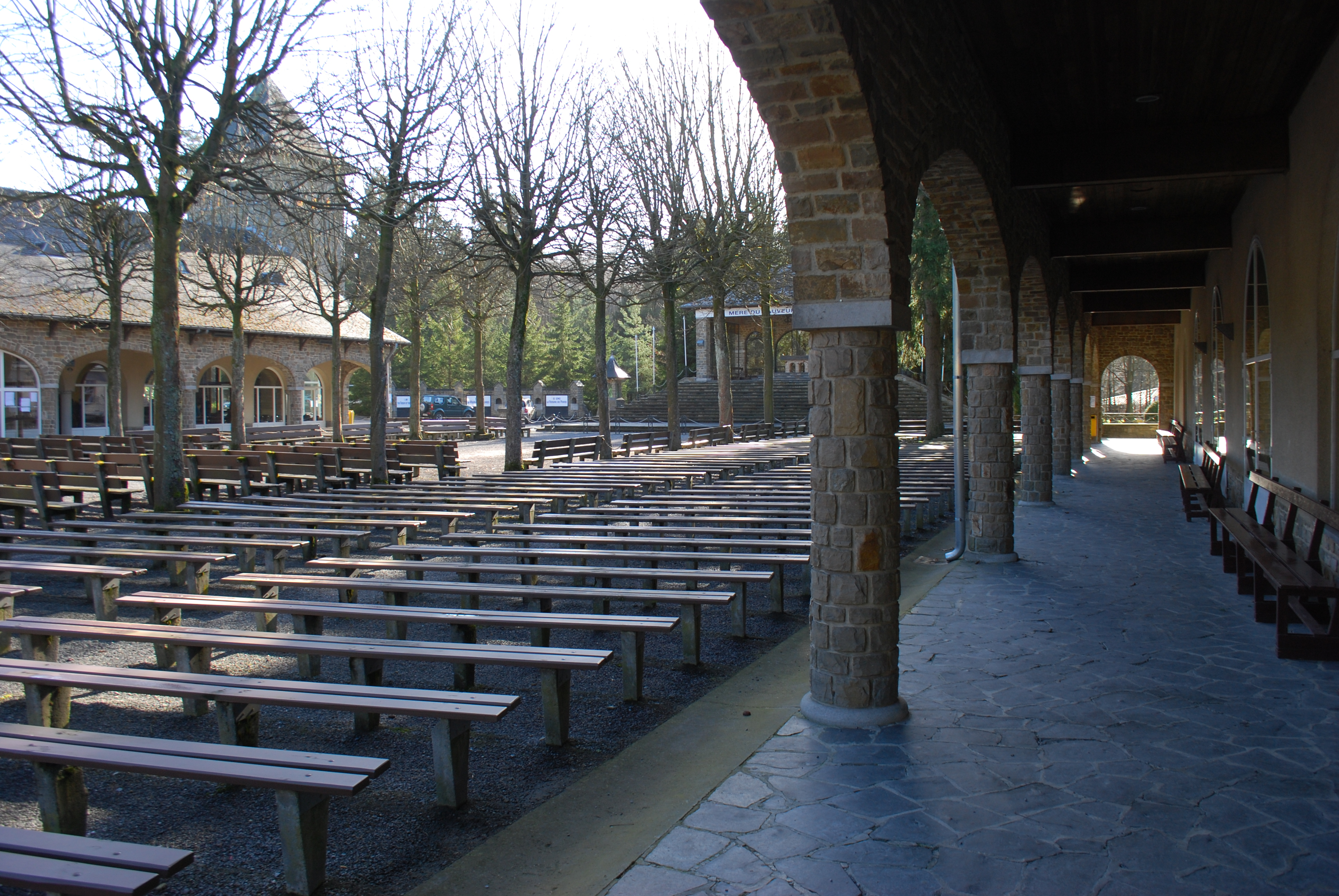
Vue de l'esplanade aménagée aujourd'hui.

### Construction
La première construction réalisée sur le lieu des apparitions, est une chapelle, la « chapelle des apparitions », construite dans les mois suivant la dernière apparition, par les habitants et les fidèles, sur le « lieu des apparitions supposées ». Elle est inaugurée le 15 août 1933, lors de la fête de l'Assomption de Marie.
Pour répondre à l'arrivée constante et croissante de pèlerins (les premiers pèlerins venaient de Belgique et des pays voisins), et surtout des groupes de malades, une esplanade est créée en 1939. Ainsi, avant même la reconnaissance officielle des apparitions (en 1949), des constructions de ce qui sera le futur sanctuaire sont réalisées sur les lieux des « supposées apparitions ».
En 1934, les Sœurs de saint Vincent de Paul (venue de Gijzegem) viennent prendre en charge l'accueil des pèlerins malades. En 1938, un hébergement pour les malades est mis en construction : « l'Hospitalité ». Il ne sera mis en service qu'en 1946, du fait de la guerre.
Après la reconnaissance officielle des apparitions par l'évêque, un monumental ensemble autour de la « Source » est inauguré en 1958.
En 1960, la chapelle Saint-Michel est mise en construction.

### Agrandissement et aménagements
En 1958, l'esplanade est agrandie, permettant de faire des célébrations en extérieur.
En 1993, lors du 60e anniversaire des apparitions, la placette devant la petite chapelle est agrandie et, du côté de la rue, des plantations sont effectuées afin de favoriser davantage le recueillement. Au début de l’année 1995, le brûloir devant la chapelle est agrandi.

### Événements
En 1996, la Communauté Saint-Jean s'installe dans le sanctuaire et prend en charge une partie de la pastorale à destination des pèlerins et visiteurs.
En 2015, à l'occasion du jubilé de la Miséricorde, une Porte Sainte est ouverte dans le sanctuaire, pour un an, le 20 décembre 2015.
En août 2020, en raison de la crise sanitaire liée au coronavirus, pour la première fois de son histoire, le sanctuaire est contraint de fermer ses portes aux pèlerins pour les célébrations du 15 août 2020. Les autorités civiles ayant refusé leur accord aux autorités du sanctuaire, celles-ci ont été contraintes d'interdire l'accès aux lieux pour les festivité de l’Assomption de la Vierge Marie,.

## Description
Le sanctuaire est composé d'un ensemble de lieux et constructions, répartis en extérieur sur une assez grande surface. Les points principaux de dévotion sont « la chapelle des apparitions » (le premier bâtiment construit sur les lieux), la « source », un ensemble monumental inauguré en 1958, construit autour de ce point d'eau considéré comme « miraculeux », plusieurs chapelles, croix et oratoires, ainsi qu'un chemin de croix.
Le sanctuaire compte également un hébergement pour malades venant en pèlerinage (l'Hospitalité). La rue en limite de l'espace du sanctuaire compte différents commerces et lieux de restauration à destination des pèlerins et des touristes.

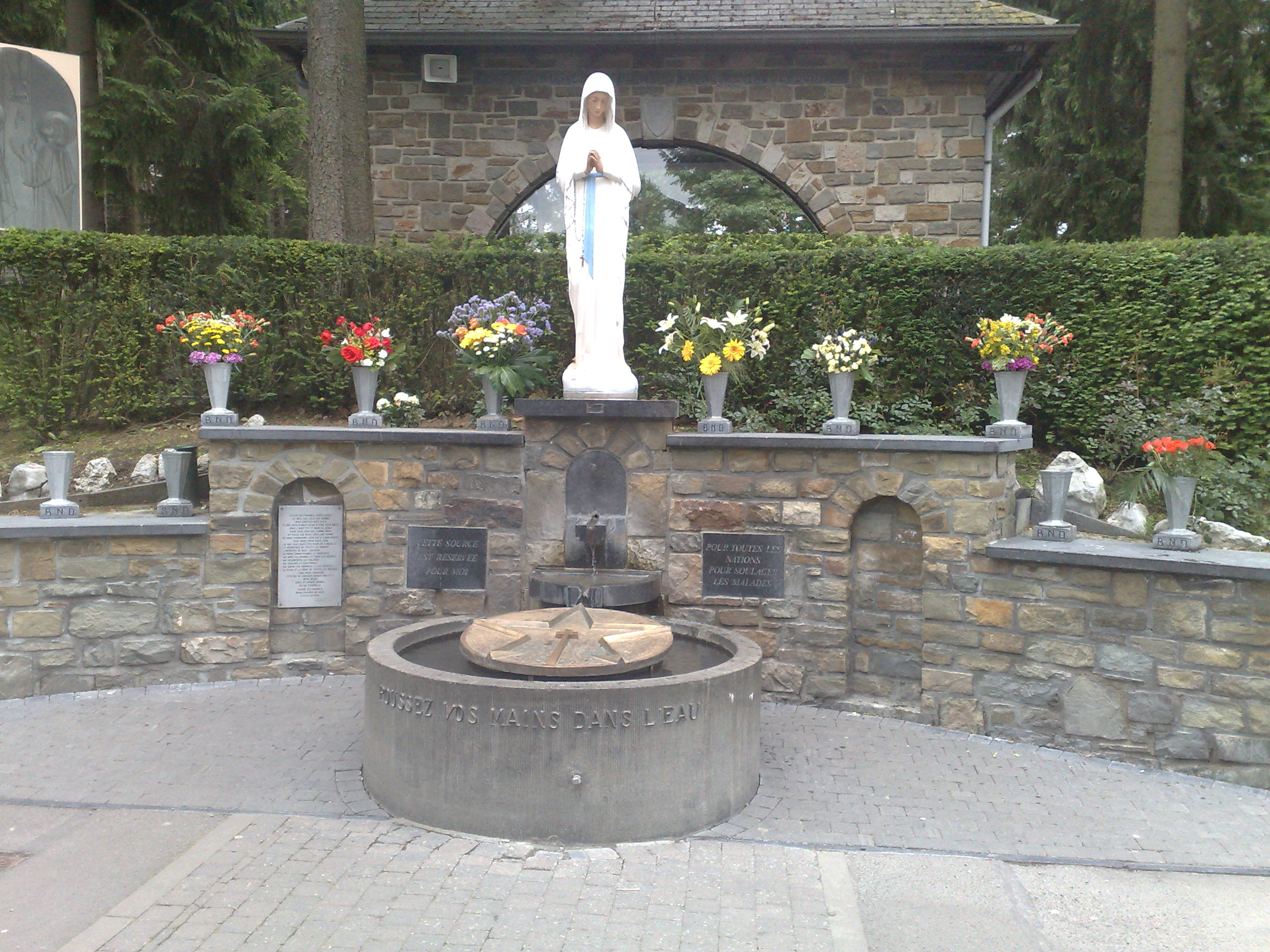
La source miraculeuse
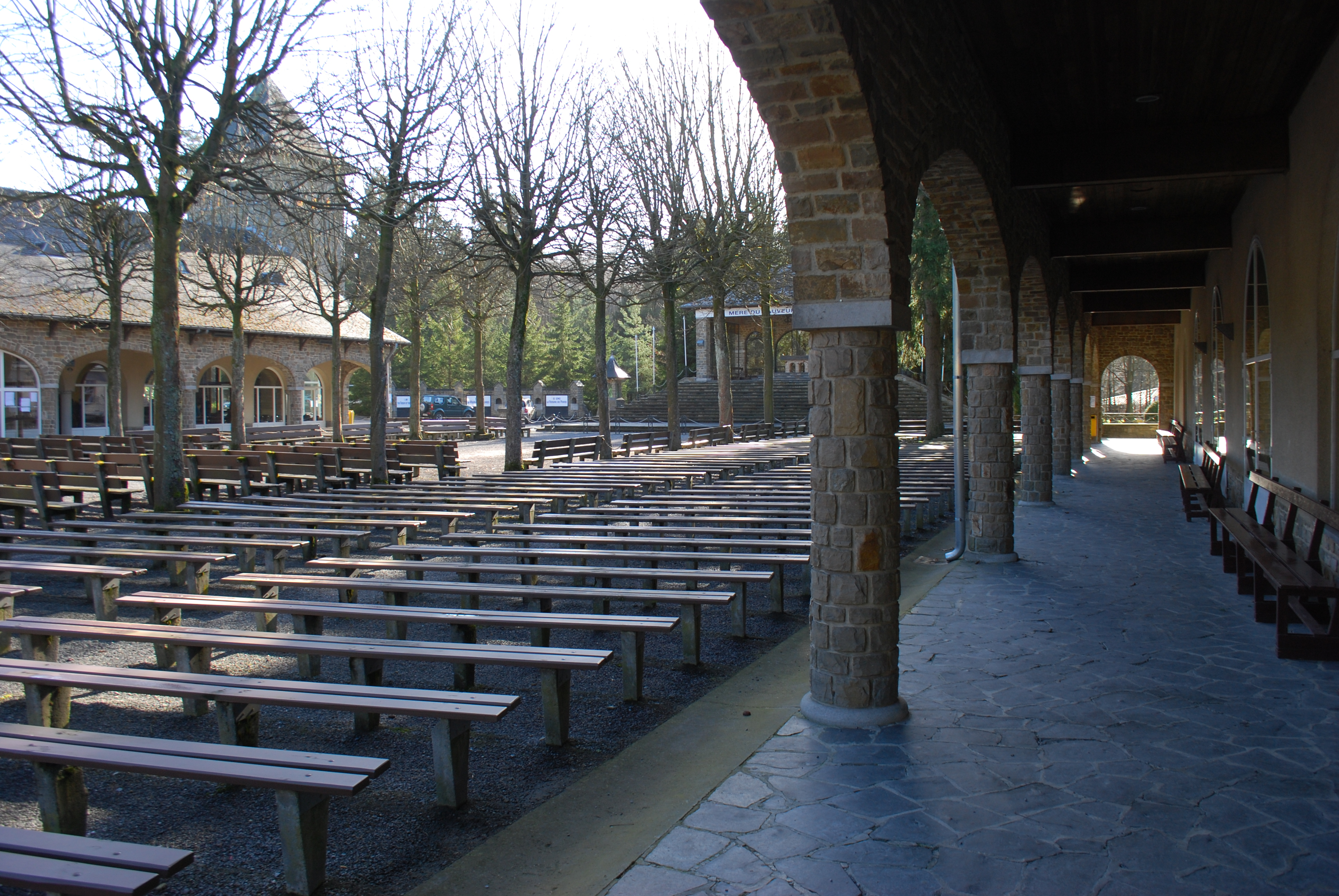
L'esplanade des prières.
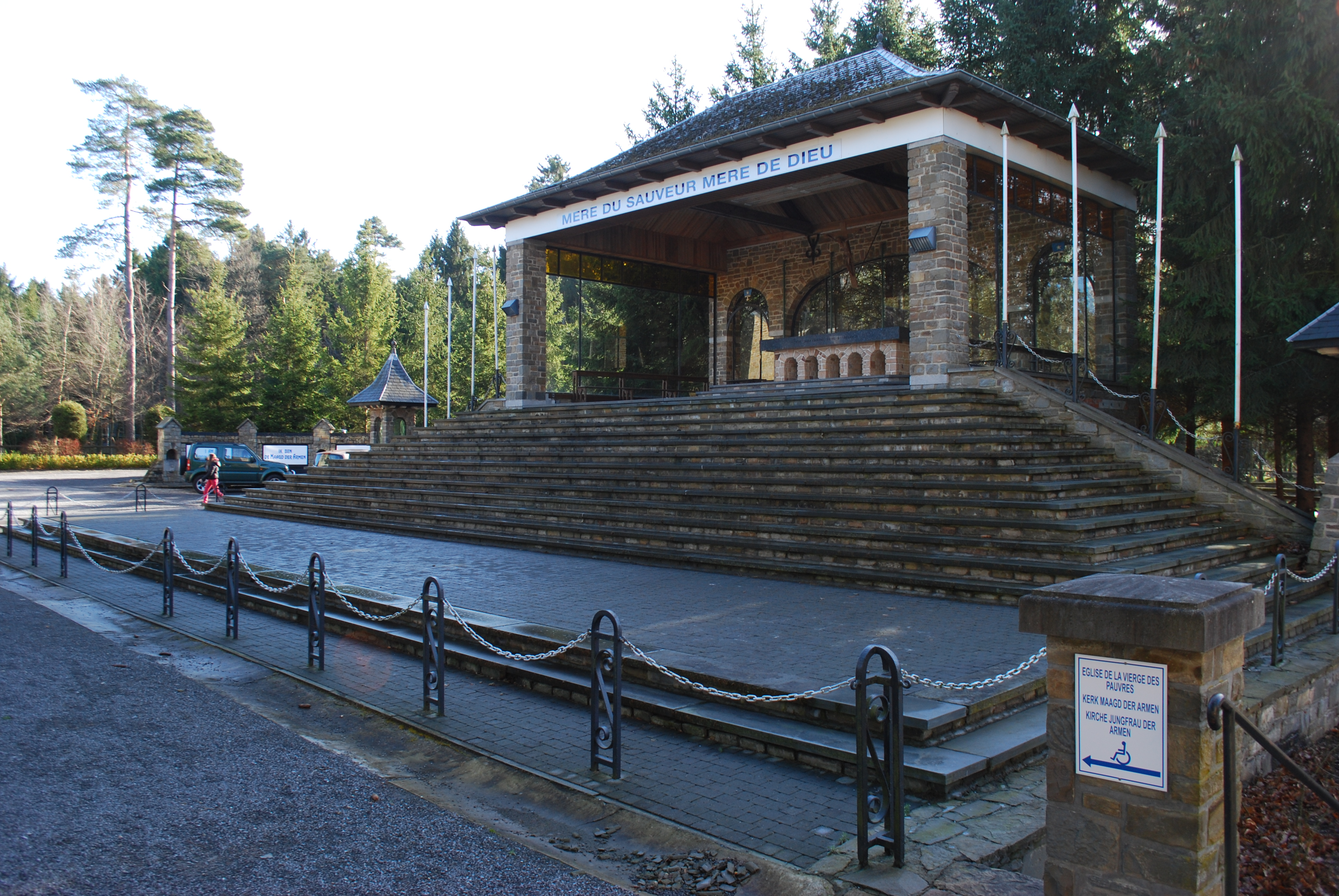
L'autel de l'esplanade des prières.
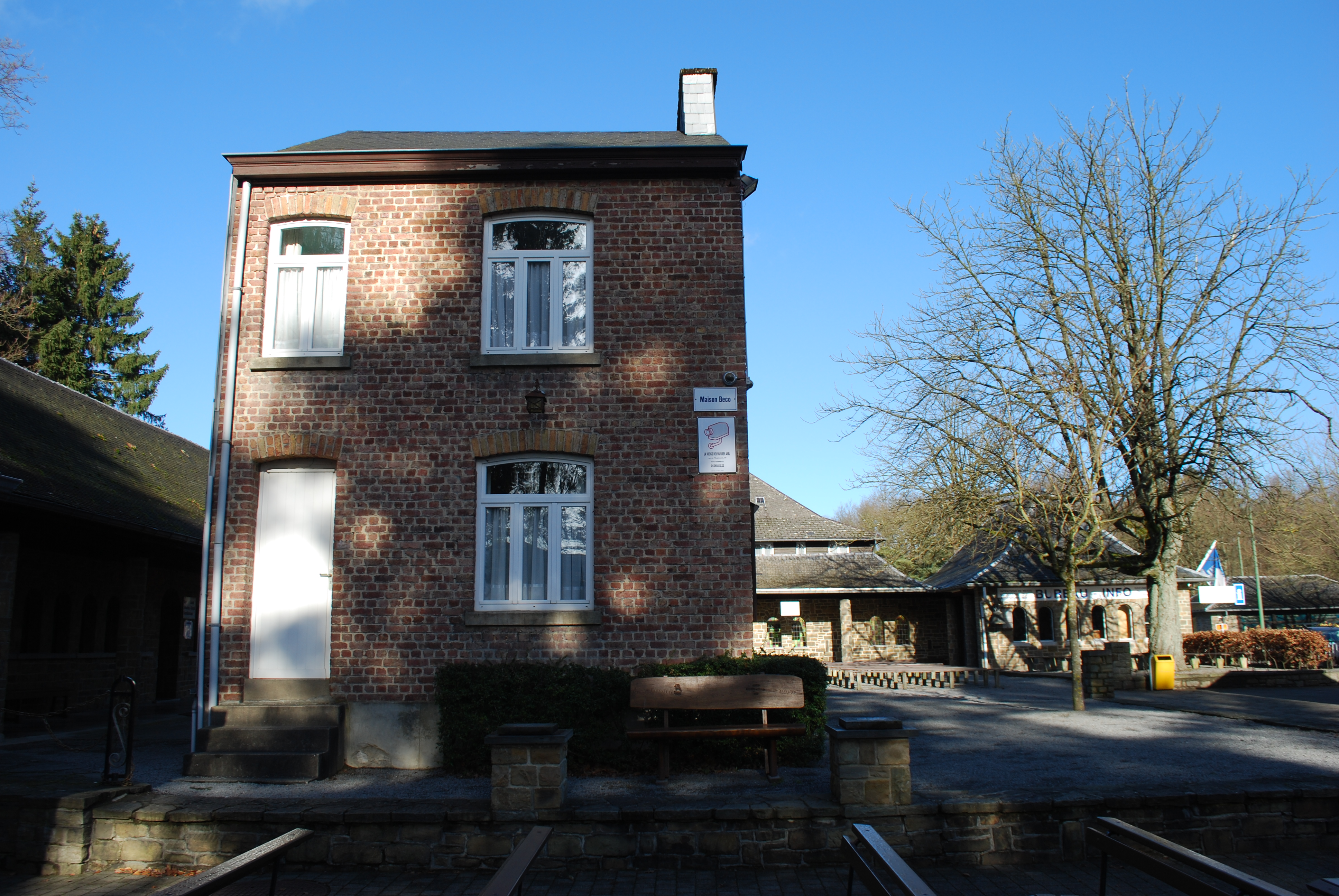
La maison de Mariette
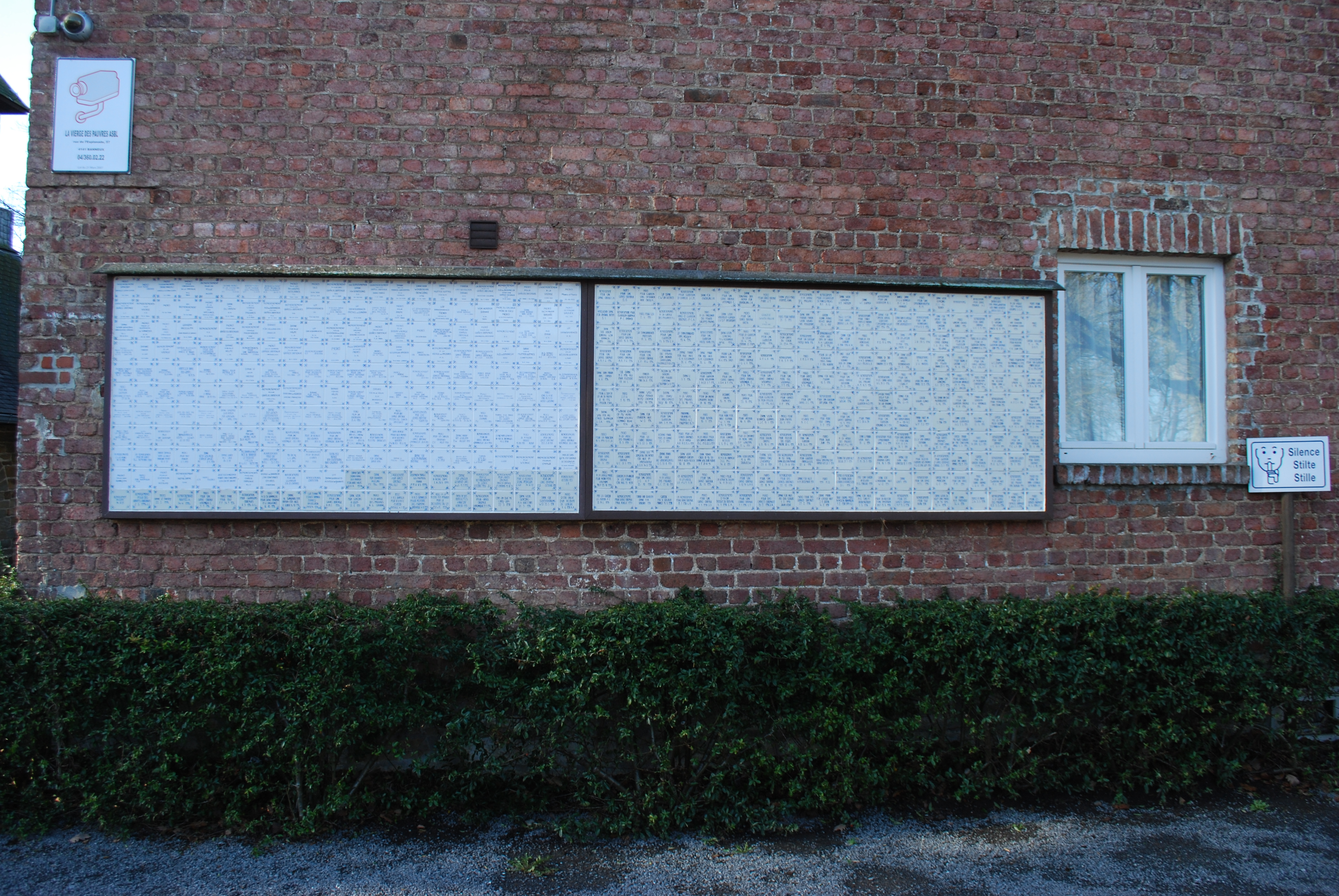
Ex-voto sur les murs de la maison de Mariette.
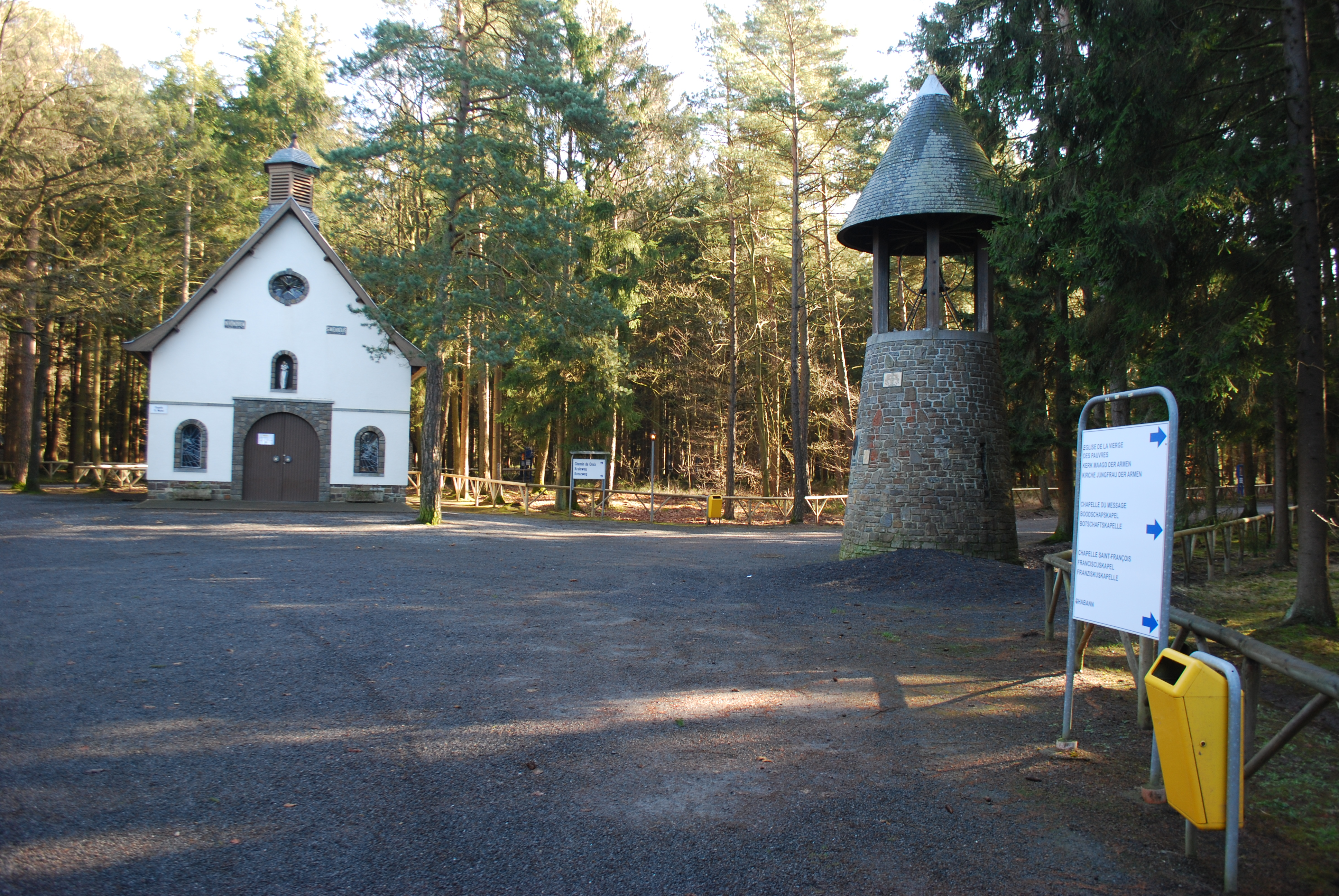
La chapelle Saint-Michel avec le campanile
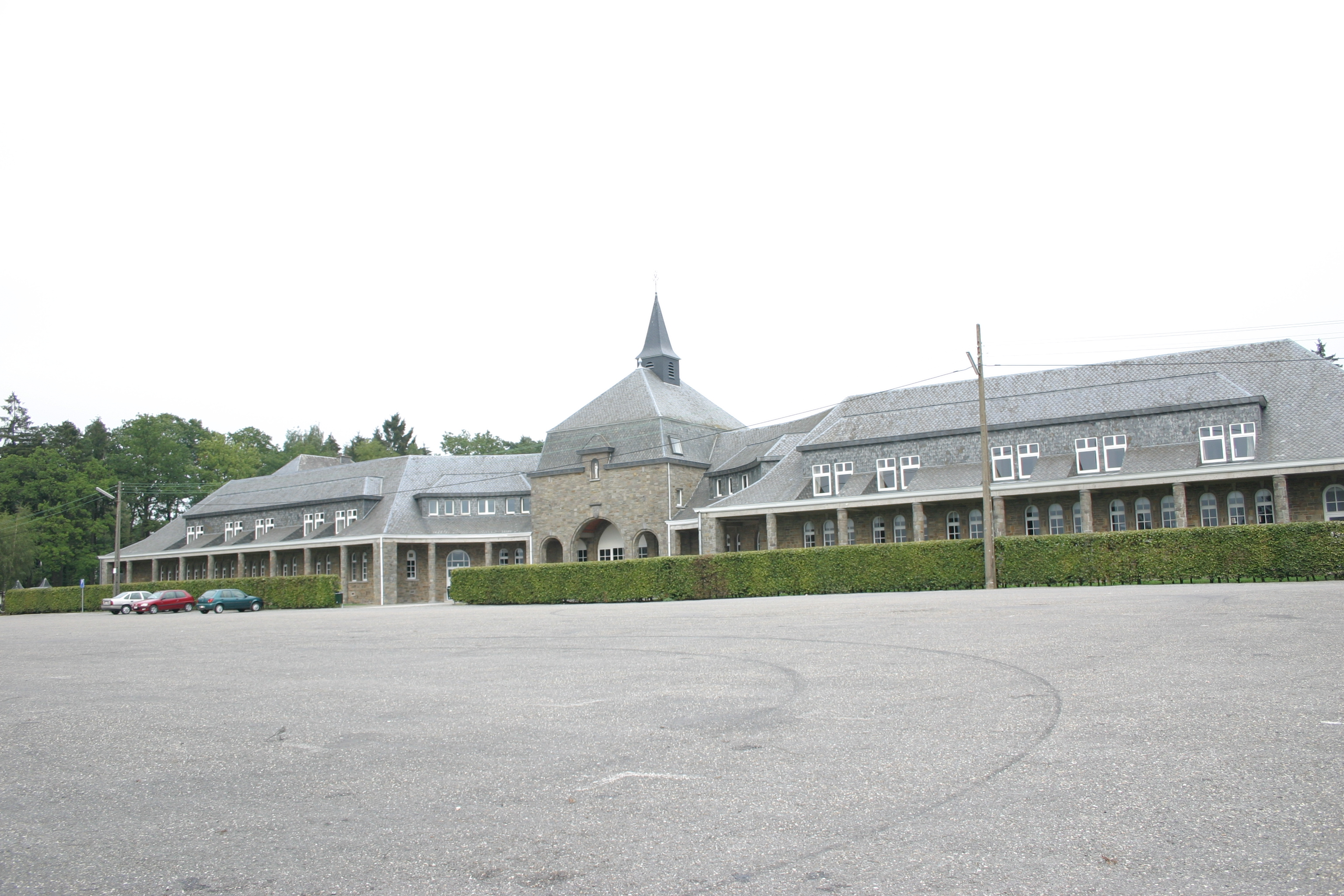
Hospitalité Banneux Notre-Dame
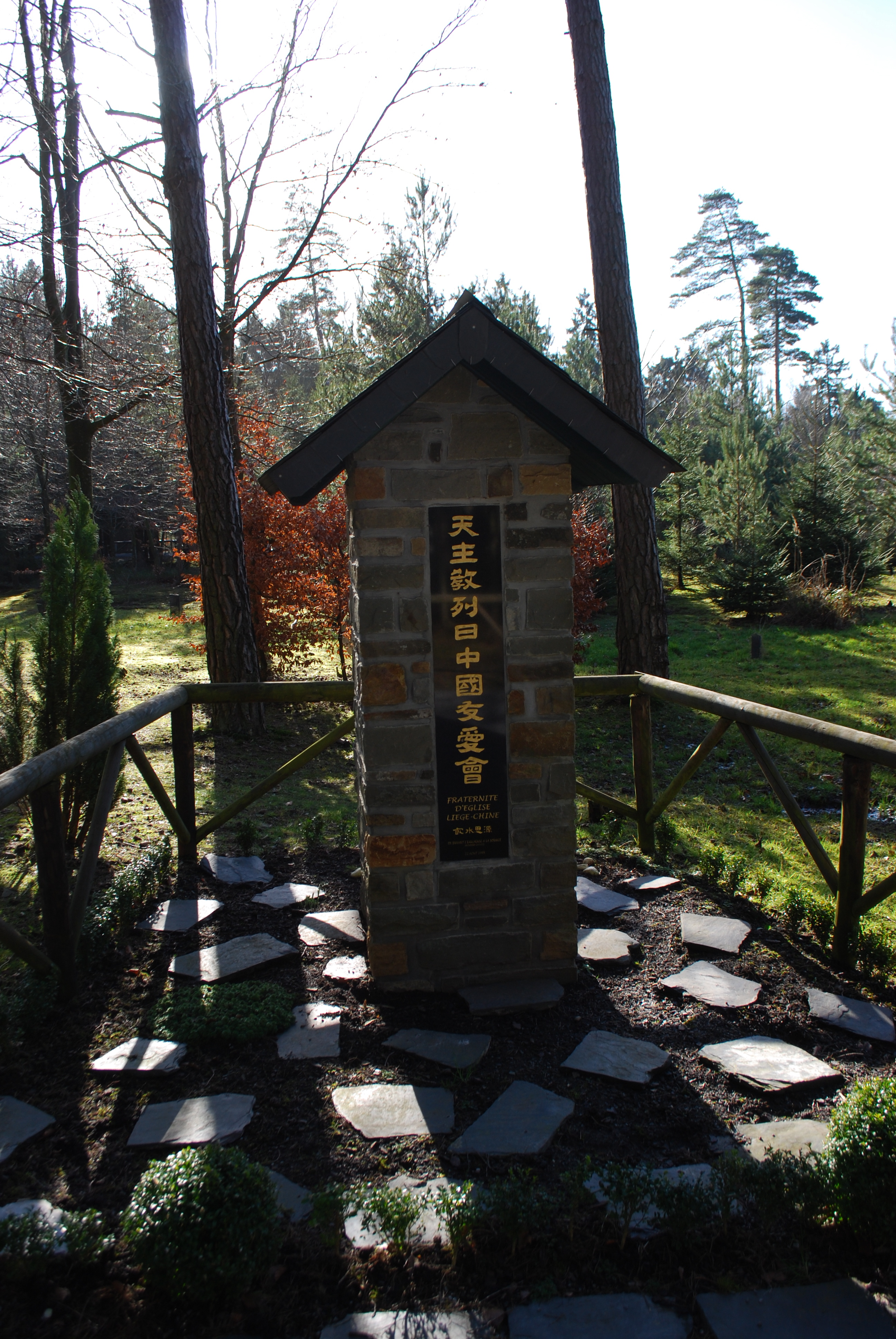
Un des nombreux mémoriaux (ici celui de l’Église de Chine).
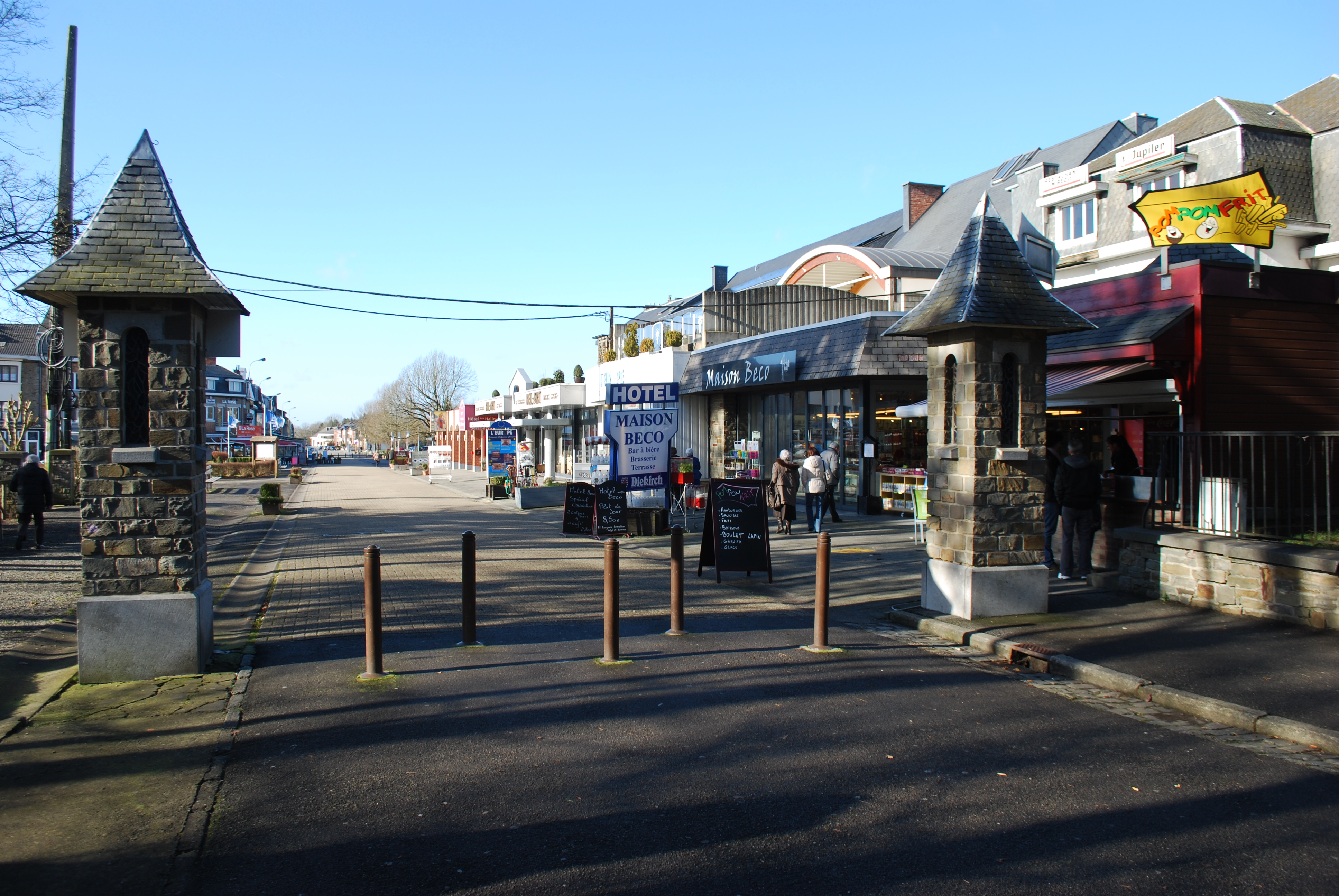
La rue de l'Esplanade et la zone commerciale.

### Chapelle des apparitions

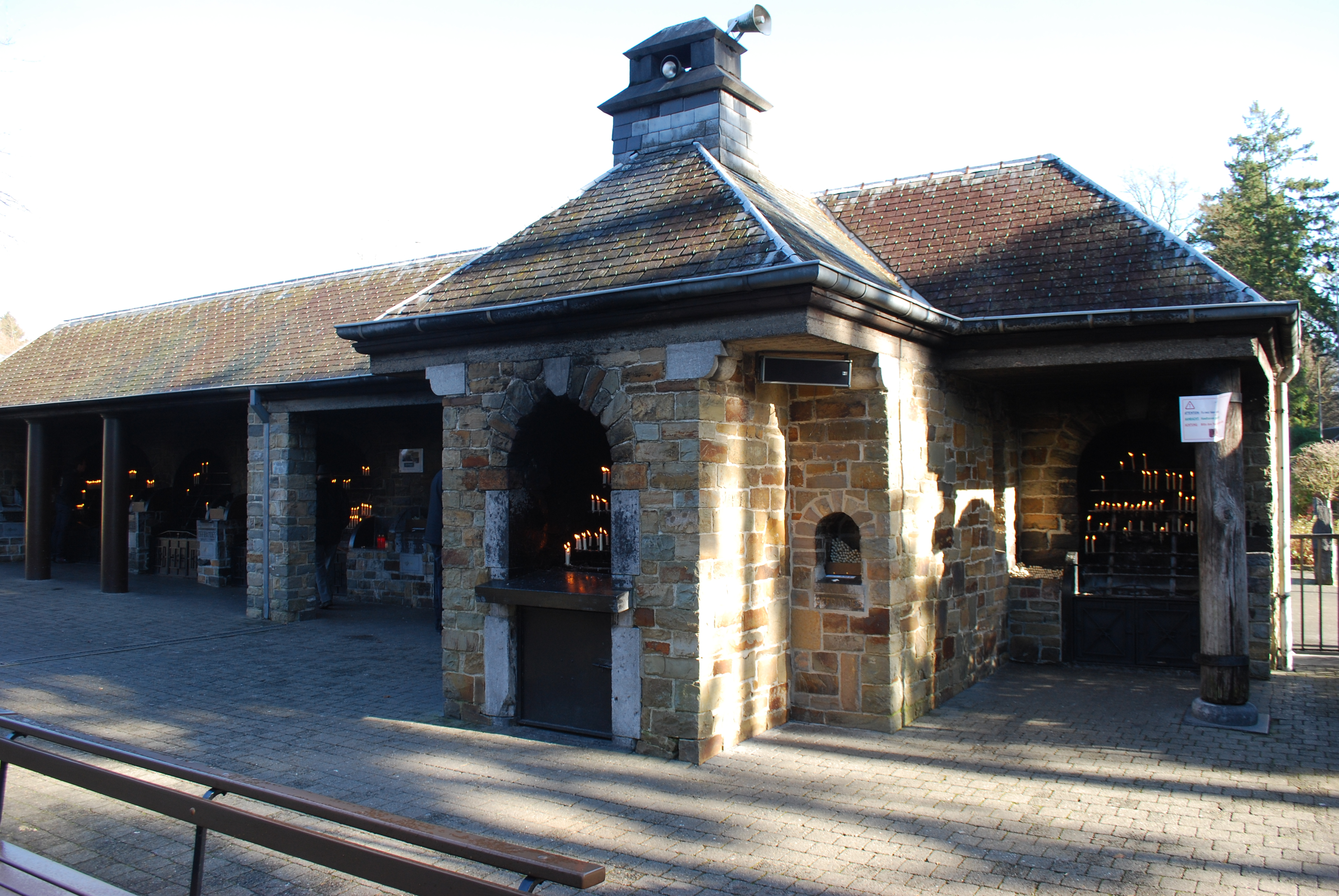
Bruloir situé devant la chapelle.

En réponse à la demande, rapportée par la voyante le 20 janvier 1933 de « faire construire une petite chapelle », des démarches sont entreprises dès le 11 avril 1933 auprès de la commune afin d'obtenir l'autorisation de faire bâtir le futur édifice. L'autorisation est accordée le 18 du même mois.
Les travaux débutent le 16 mai 1933, la première pierre est officiellement posée le jour de l’Ascension, (le 25 mai). Sur cette pierre est inscrit le texte : « La première pierre de cette chapelle a été posée le 25 mai 1933, jour de l’Ascension de N.S.J.C ». La bénédiction de la chapelle et de sa cloche ont lieu le jour de l’Assomption, le 15 août suivant, par le doyen de Sprimont, l’abbé Borgerhof.
Les plans de la chapelle ont été dressés par les architectes Marcel Caron, A. Lecomte et Robert Toussaint. Devenue trop petite, la chapelle sera agrandie et modifiée durant l’hiver 1960-1961 (agrandissement effectué sur la façade arrière de l'édifice). En 1995, c'est le brûloir situé à l'avant de la chapelle qui fait l'objet d'un agrandissement.

### La source

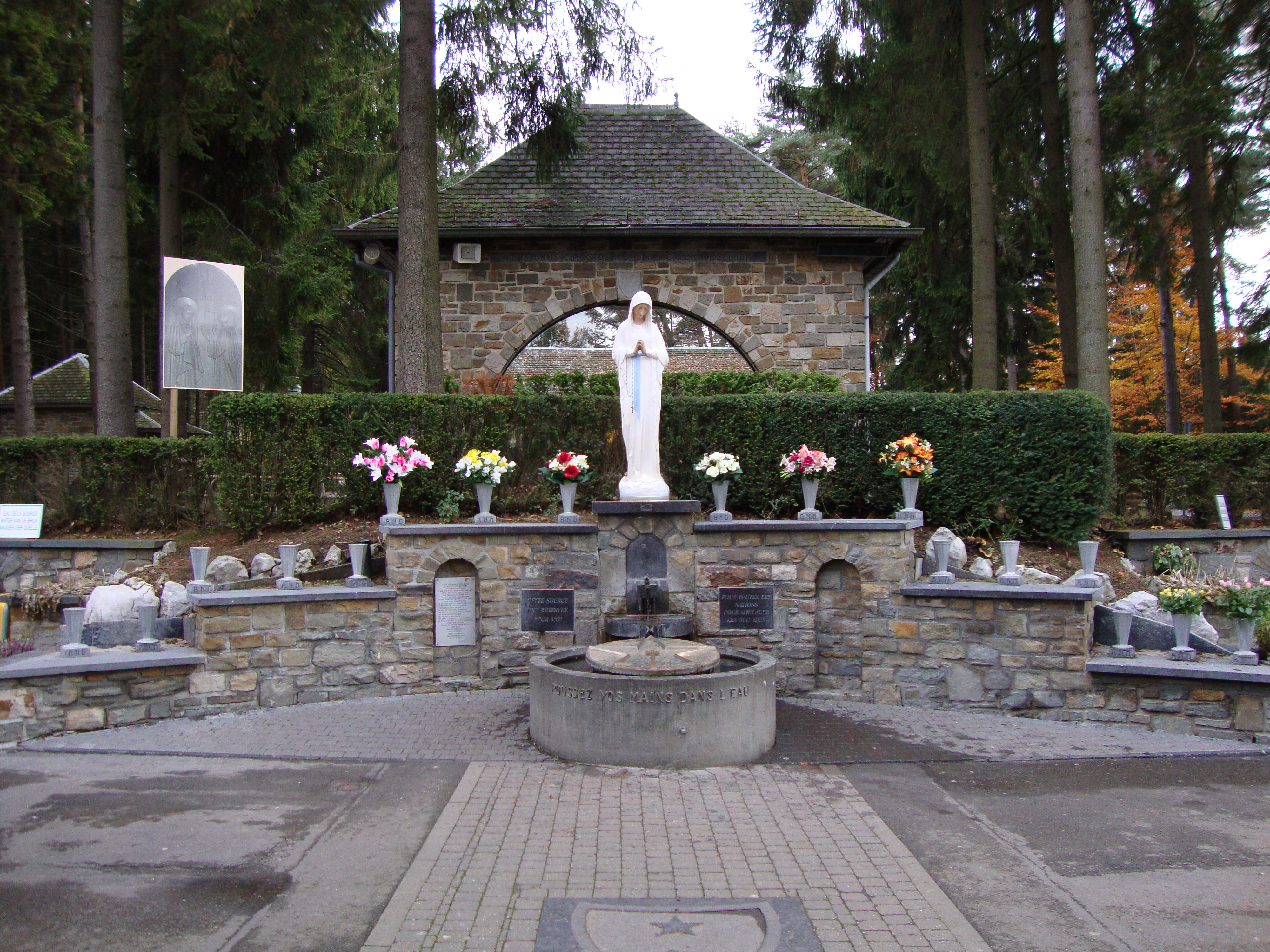
La source, et l'espace aménagé pour les pèlerins.

Cette source se situe à une centaine de mètres de la « maison Beco ». Avant les apparitions, l’eau jaillissait du talus et se déversait dans le fossé. Un fermier y avait creusé un trou pour que l’eau stagne. Ainsi, quand il passait avec ses vaches, les bêtes pouvaient s’y abreuver.
Lors des apparitions mariales, la Vierge invite la voyante à « pousser ses mains dans l'eau ». Pour cela, Mariette doit d'abord briser la glace qui recouvre l'eau car il gèle fort à ce moment de l'hiver. D'après les paroles rapportées par la voyante, l'eau de cette source est « destinée à toutes les nations », en particulier les malades. Même si certains pèlerins boivent l'eau de cette source qui a été aménagée, celle-ci n'est normalement pas destinée à la consommation. D'après la voyante, la Vierge a demandé de « poser un geste » : « Poussez vos mains dans l’eau ».
En 1958 est inauguré le grand ensemble aménageant l'espace autour de la source.

### L'hospitalité
« L’Hospitalité Notre-Dame » est composé de trois bâtiments destinés à l’accueil des malades et de leurs accompagnants. Actuellement, elle a une capacité de 360 lits et permet aux malades un séjour prolongé sur le sanctuaire.

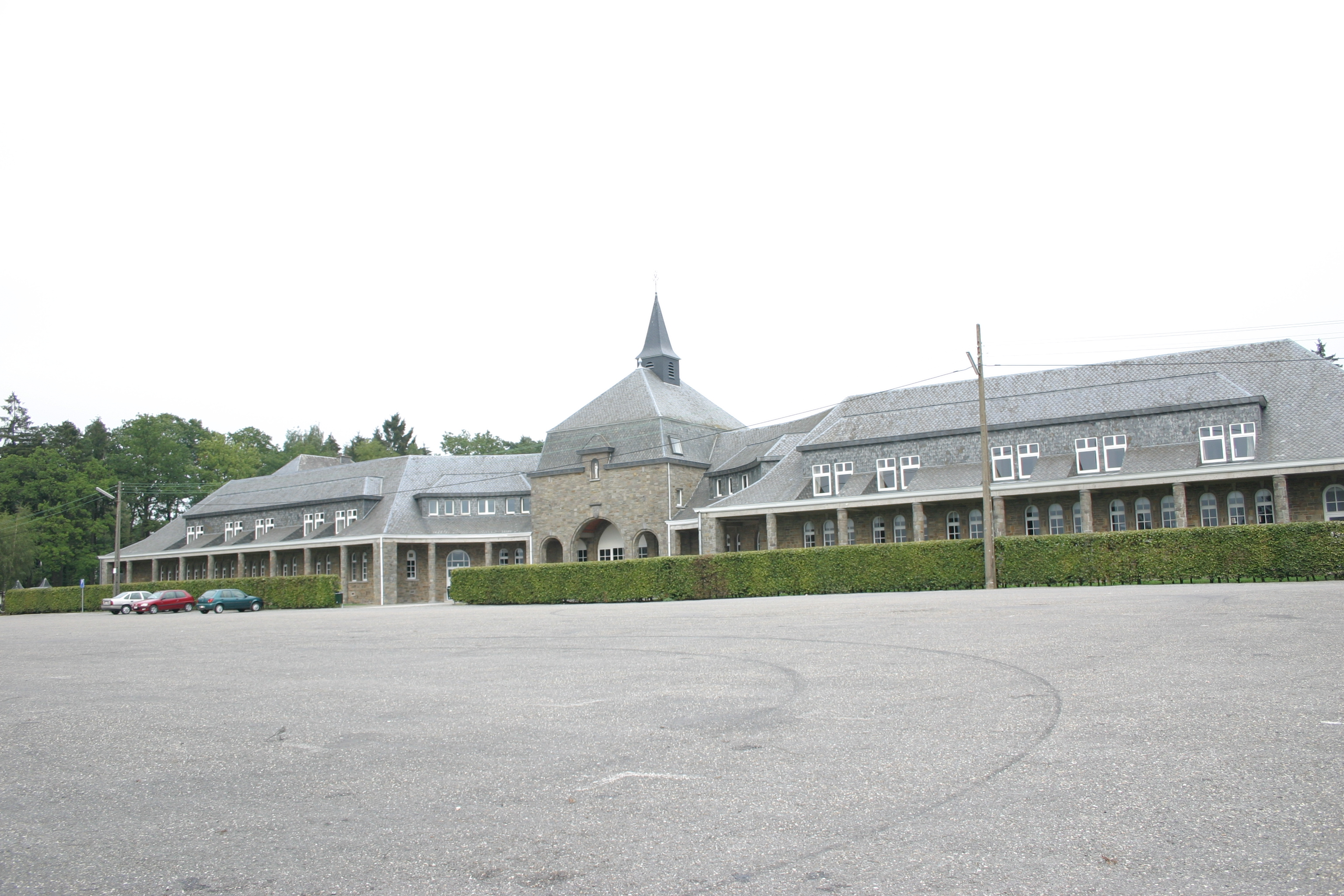
Vue de l'hospitalité.

Dès la fin des apparitions, des malades se rendaient à Banneux, parfois de loin, espérant y trouver un logement. Le « château des Fawes », distant de deux kilomètres du lieu des apparitions, a très vite été aménagé pour leur accueil.
La nouvelle structure a été construite à partir de décembre 1938. L'accueil des pèlerins était prévu pour mai 1940, mais du fait de la guerre, l'ouverture prévue n'a pu se réaliser. Et l'armée allemande réquisitionna le bâtiment pour y loger ses troupes. Ce furent ensuite des colonies de vacances pour enfants qui exploitèrent les locaux jusqu'en juin 1946, où l'ouverture aux pèlerins put enfin avoir lieu.
Depuis 1934, l'accueil des pèlerins est pris en charge par les Sœurs de saint Vincent de Paul (venues de Gijzegem). Aujourd'hui l'hospitalité a été modernisée pour s'adapter aux personnes à mobilité réduite.

### L'esplanade

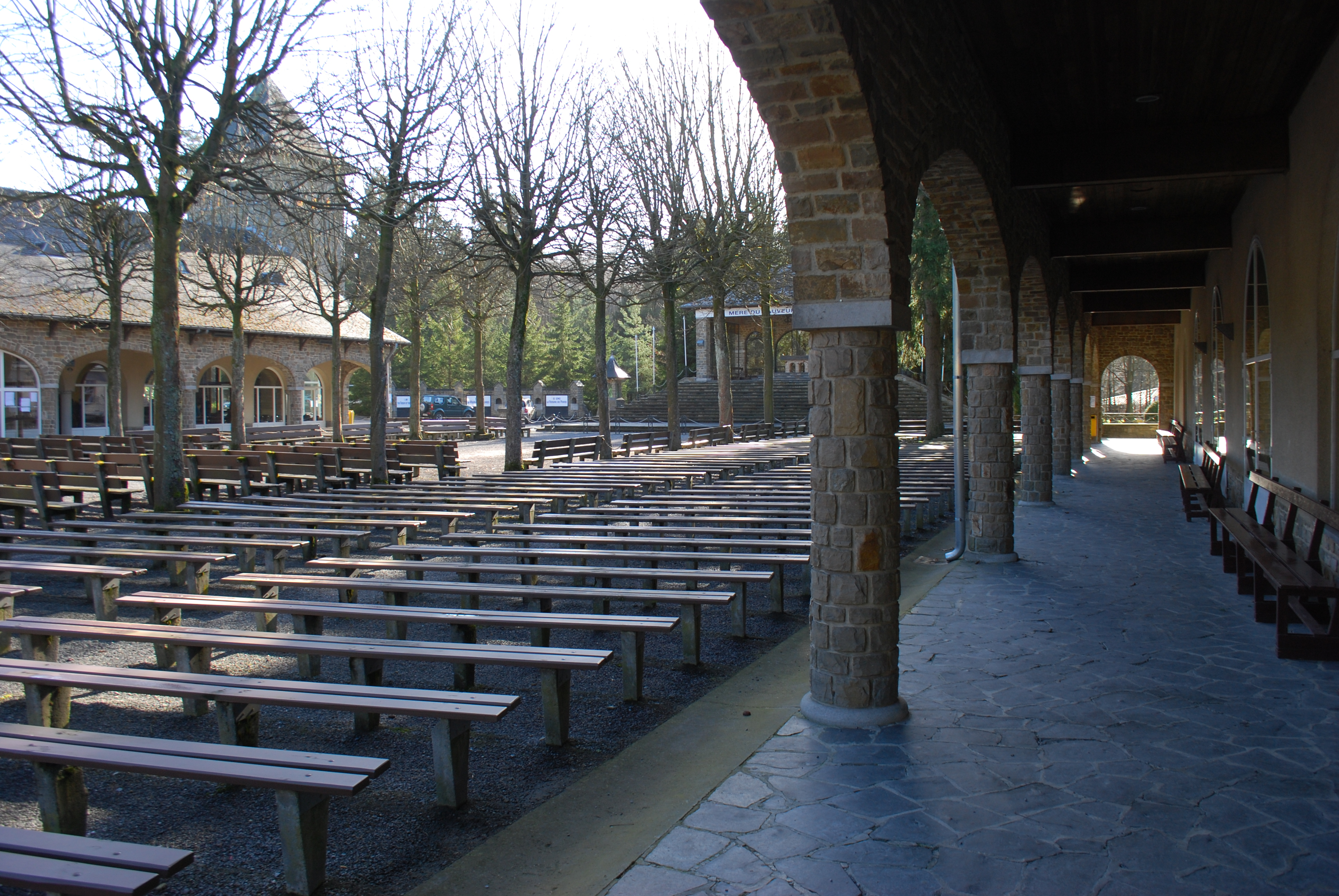
Vue de l'esplanade depuis un espace couvert latéral.

À l'occasion du 25e  anniversaire des apparitions, en 1958, une grande esplanade a été réalisée afin de permettre l'accueil des pèlerins. L'esplanade est flanquée de deux chapelles : la chapelle du Message et la chapelle Saint-François. Par beau temps, cette esplanade permet de célébrer la messe en extérieur. Les jours de pluie, l'une ou l'autre chapelle sert de « solution de repli ». Un autel placé sur un terre-plein surélevé permet au célébrant d'être visible de toute l'assemblée.

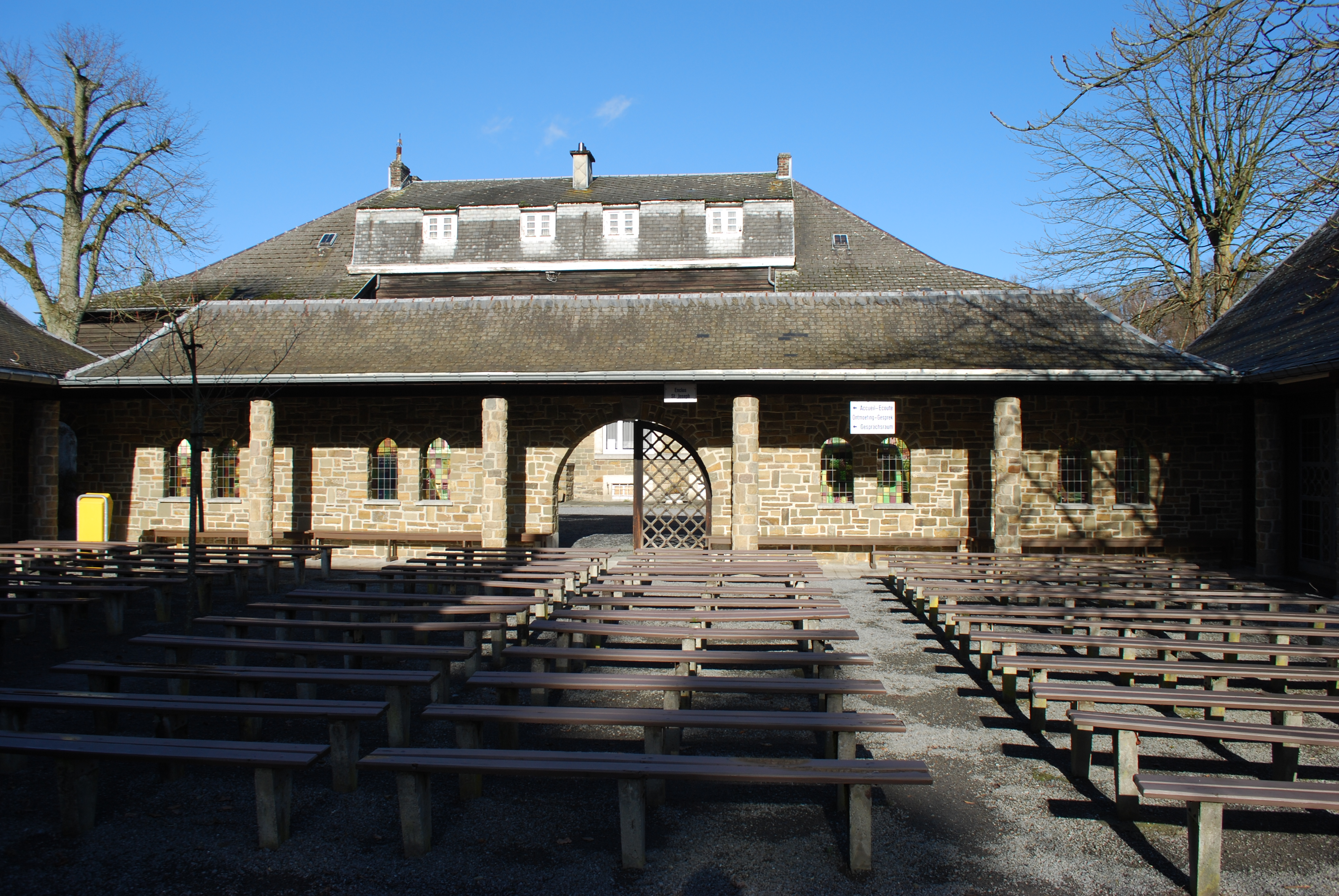
Le fond de l'esplanade
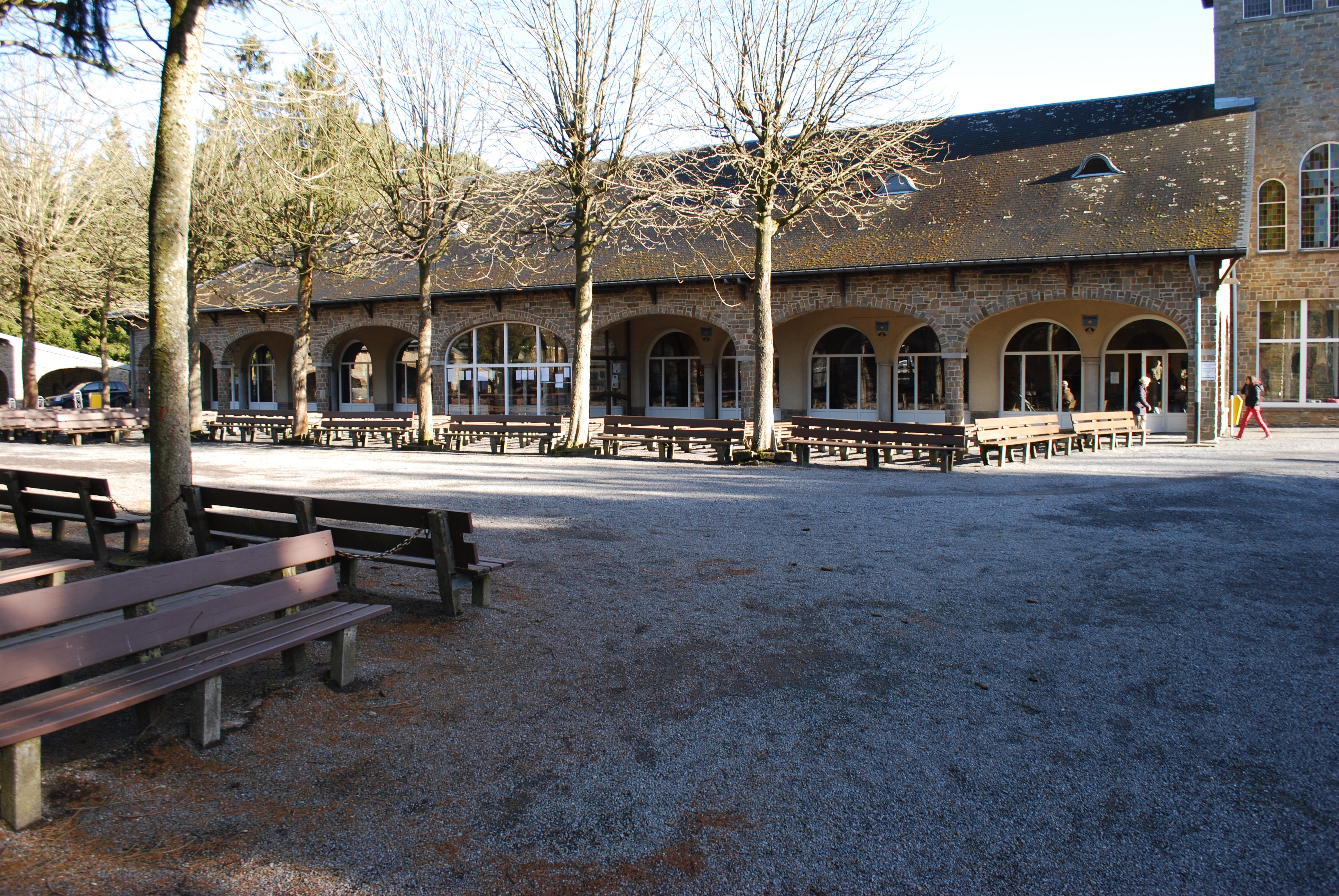
Avant de l'esplanade
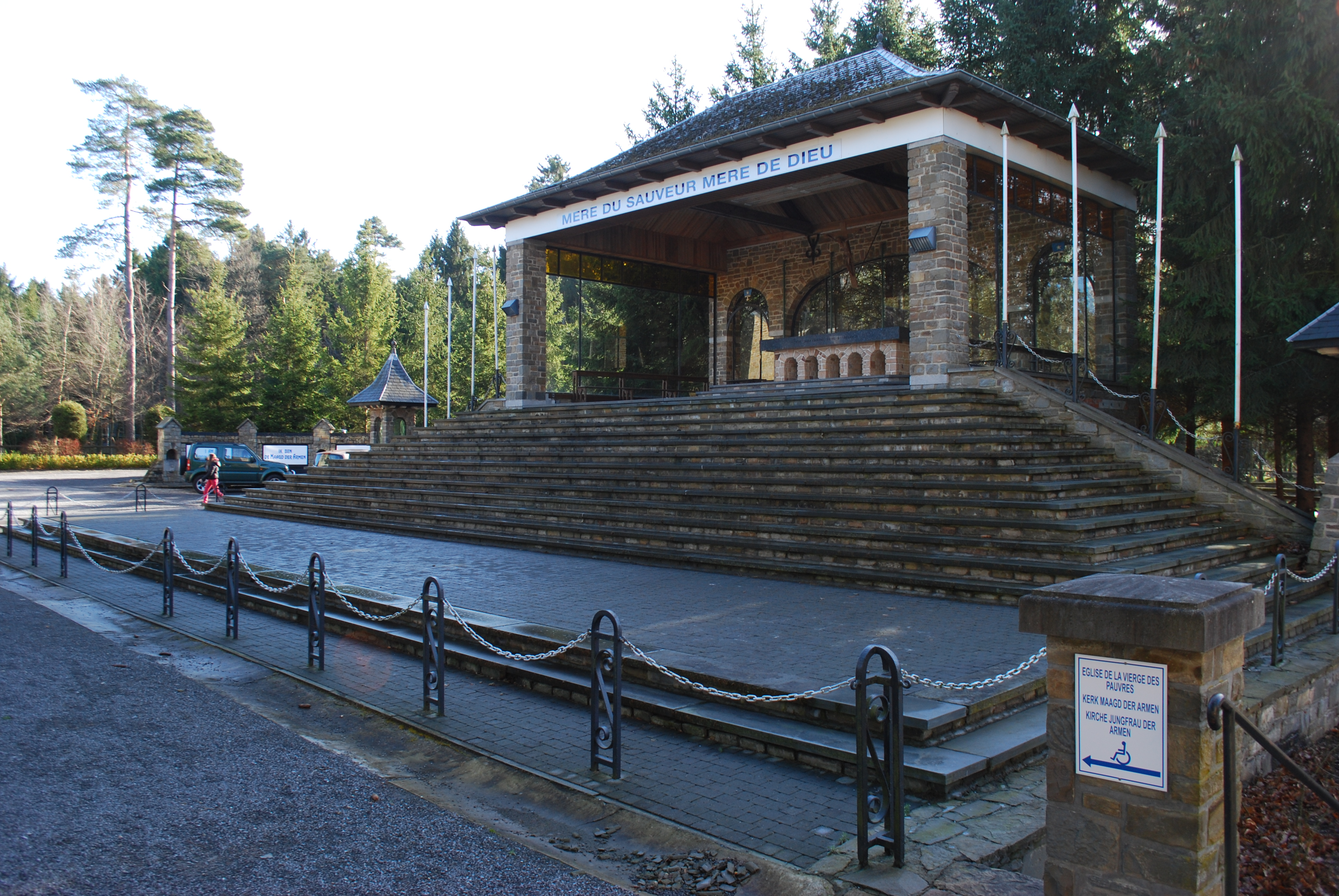
L'autel de prière surplombant l'esplanade

### Chapelle Saint-Michel
Cette chapelle, située au milieu des pins, est la réplique de l'église du village de Rhöndorf (situé près de Cologne), en Allemagne. Durant la Seconde Guerre mondiale, des chrétiens y récitaient chaque jour le chapelet, « pour tous les prisonniers de guerre, sans distinction de nationalité ». Cette chapelle a été offerte et construite par des pèlerins allemands, en signe de réconciliation, après la guerre. La chapelle est dédiée à saint Michel, patron de l’Allemagne. La première pierre de la chapelle a été bénite le 1er avril 1960 par le père Paul Adenauer, le fils du chancelier Adenauer. Celui-ci dira lors de la célébration « Banneux doit devenir le point d'appui pour le lancement de la fusée de la paix à travers le monde ». Et il a ajouté : « Je voudrais qu'on y prie intensément pour toutes les victimes de l'inhumanité, et pour les bâtisseurs d'un monde nouveau qui se choisiraient Dieu comme objectif »,.
Le chancelier Konrad Adenauer, qui habitait à proximité du village de Rhöndorf, a offert la cloche installée dans le campanile situé à côté de la chapelle.

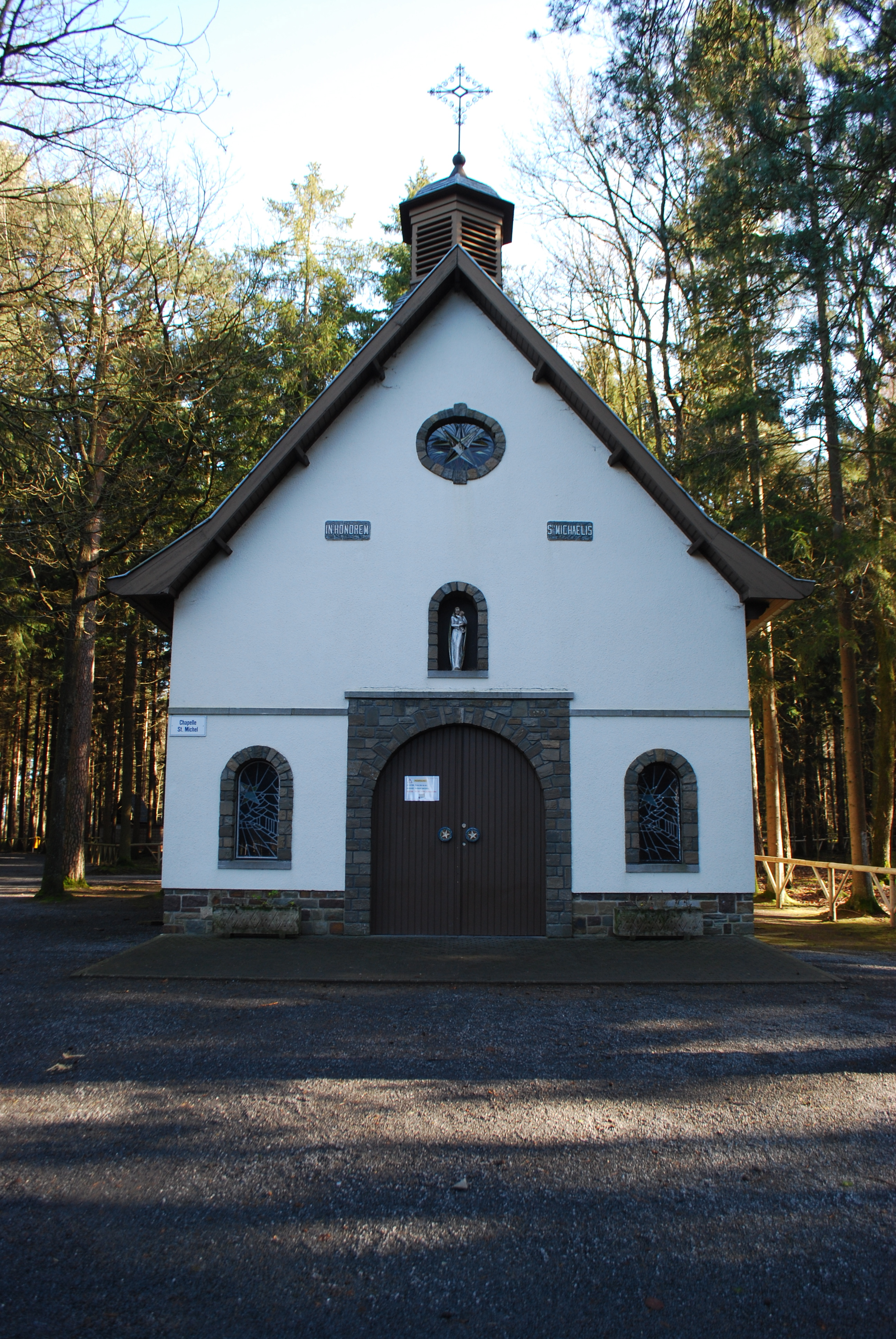
La chapelle Saint-Michel
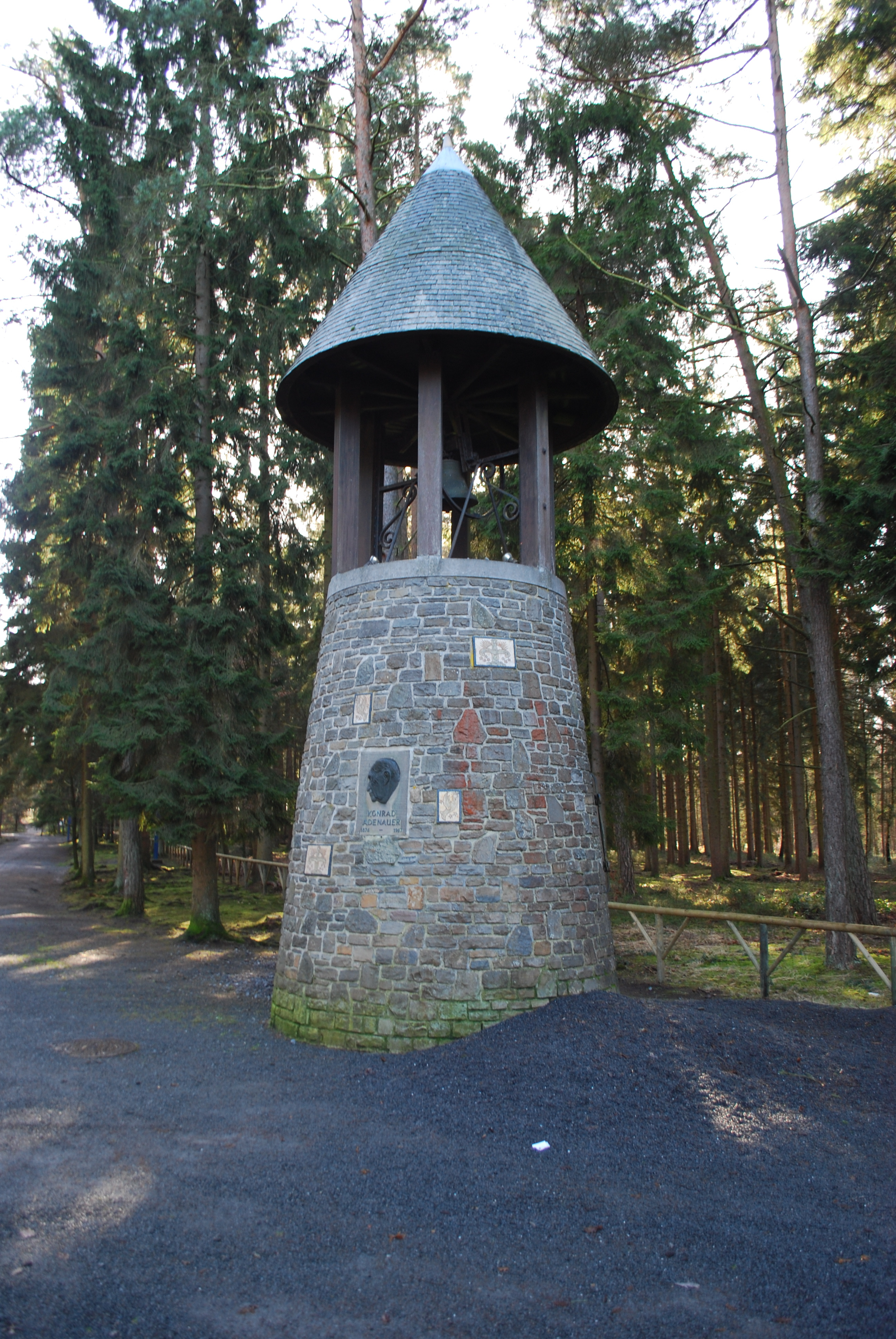
Le campanile, installé près de la chapelle
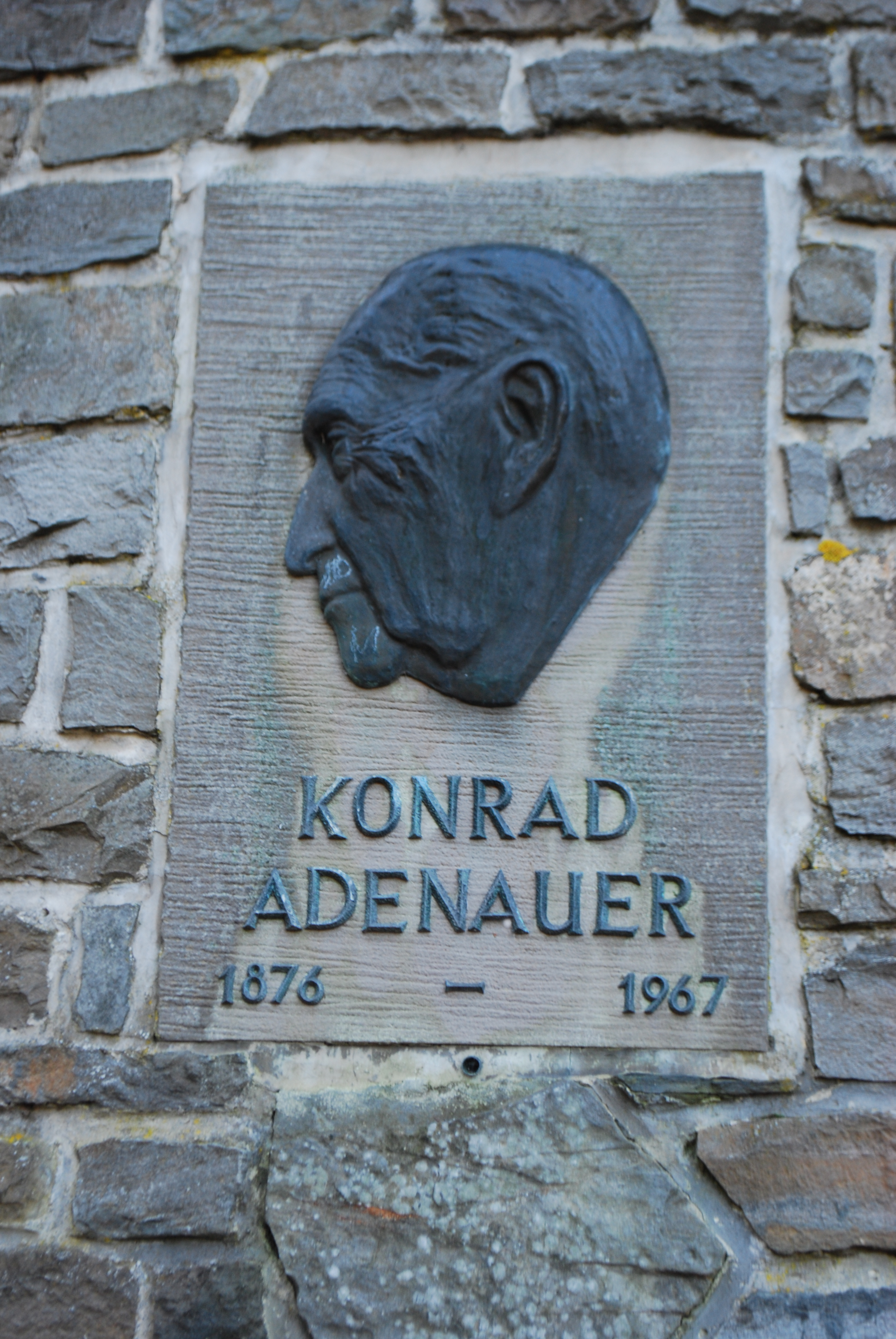
Plaque à la mémoire du chancelier

### Croix et oratoires

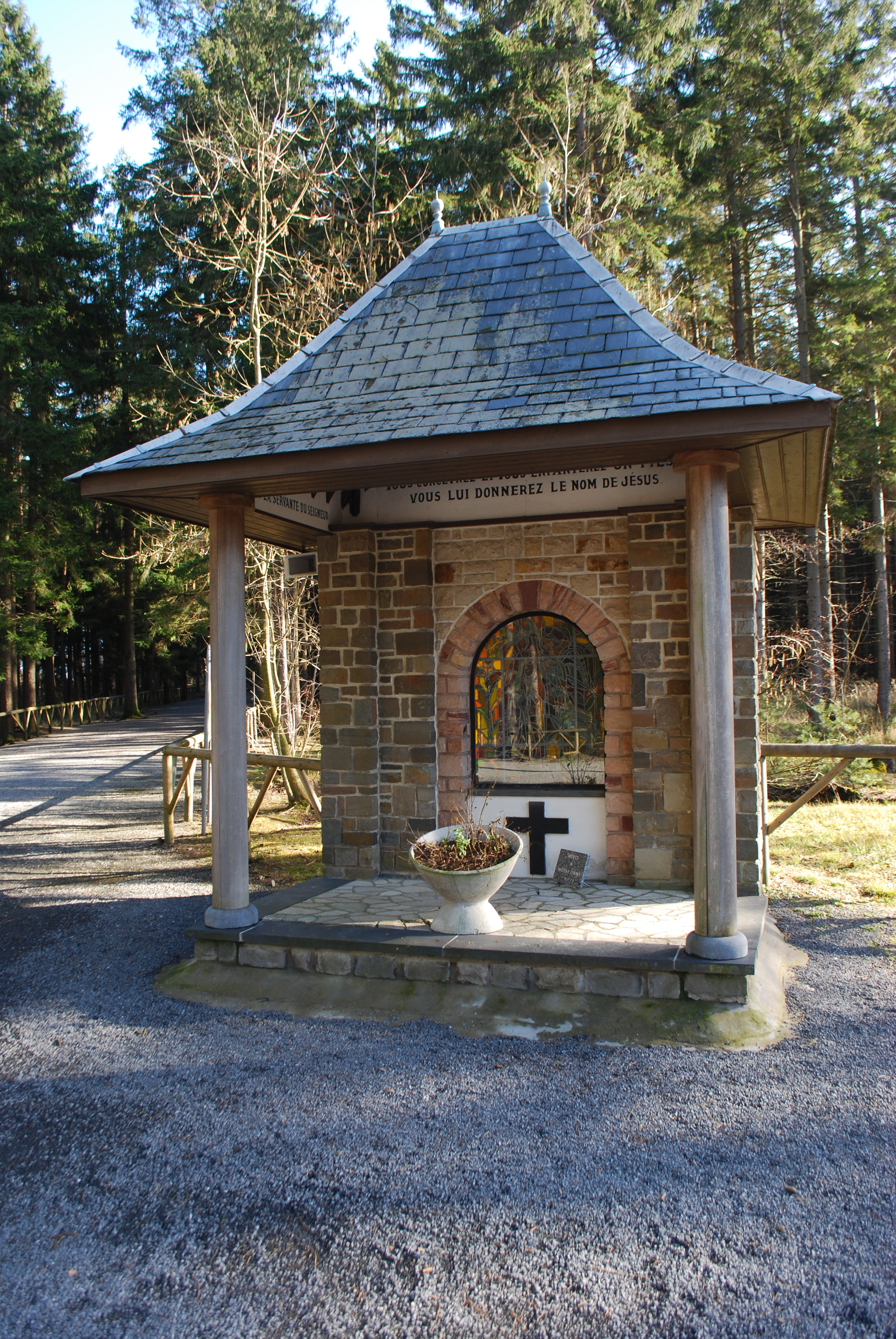
Monument de l'Annonciation.

De nombreuses statues de saints, des croix et des oratoires sont construits sur l'espace du sanctuaire. Parmi ceux-ci, nous pouvons citer :
- La chapelle Sainte-Jeanne-d’Arc.
- Les chapelles des sept douleurs de Marie : à l'origine, elles étaient situées sur la route de Banneux à Tancrémont. Les bas-reliefs représentent les sept douleurs de la Vierge. Ce sont les pères Servites de Spa qui les ont fait édifier. Les chapelles ont été inaugurés le 14 septembre 1941 pour la fête de l’Exaltation de la Croix. À la suite de la hausse importante du trafic automobile sur cette route, les sept petites chapelles ont été déplacées dans le sanctuaire de Banneux en 1999.
- Statue de Notre-Dame de Walsingham : construite à l’occasion du 50e  anniversaire du pèlerinage des Anglais à Banneux. Cet oratoire a été bénit le 13 août 2003.
- Stèle du Vietnam avec Notre-Dame de La Vang : cette stèle a été érigée par la communauté vietnamienne en l’honneur de Notre-Dame de La Vang, la mère des martyrs.
- La croix de Mgr  Kerkhofs : cette croix a été offerte par Mgr Kerkhofs en 1933, à l'occasion de l'Année Sainte extraordinaire décrétée par Pie XI pour célébrer le 19e  centenaire de la résurrection du Christ.
- Stèle « pour la reconnaissance officielle des apparitions » : stèle érigée par Mgr Kerkhofs le 22 août 1949 à l'occasion de la reconnaissance officielle des apparitions mariales à Mariette Beco en 1933. La pierre est installée près de la source, et sur cette pierre a été gravé le texte de sa proclamation. L'effigie de l'évêque a été ajoutée à la stèle par son successeur, Mgr van Zuylen, lors du 10e  anniversaire de la mort de Mgr Kerkhofs.
- Monument de l’Union Internationale de Prière : cet organisme, fondé en 1934, par Mgr Kerkhofs et l’abbé Louis Jamin, pour répondre à l'appel de la Vierge « Priez beaucoup » regroupe des millions de membres dans le monde.
- Le monument de l’Annonciation : il a été béni le 4 juillet 1960 par Mgr Perier, archevêque de Calcutta (Inde).
- Chemin de croix dans la forêt : il comprend 16 stations qui se présentent sous la forme de 16 vitraux conçus par M. Gilbert[N 3]. En plus des 14 stations traditionnelles, on trouve deux autres stations représentant la dernière Cène et la Résurrection. Le chemin de croix a été inauguré par Mgr van Zuylen le 1er mai 1980.
- De nombreux monuments, stèles, oratoire, statues, sont érigés à l'honneur de saints canonisés par l’Église catholique ( sainte Anne, saint Alphonse de Liguori, saint Ignace de Loyola, des sept saints Fondateurs des Servites de Marie, sainte Bernadette, sainte Thérèse de l’Enfant Jésus, saint Louis-Marie Grignion de Montfort, saint Pierre-Julien Eymard, saint Padre Pio, saint Damien de Veuster)
- Stèle des gens du voyage, croix des Hongrois, la croix arménienne, stèle de la Fraternité Liège-Chine, monument ukrainien, deux croix roumaines, monument arménien.

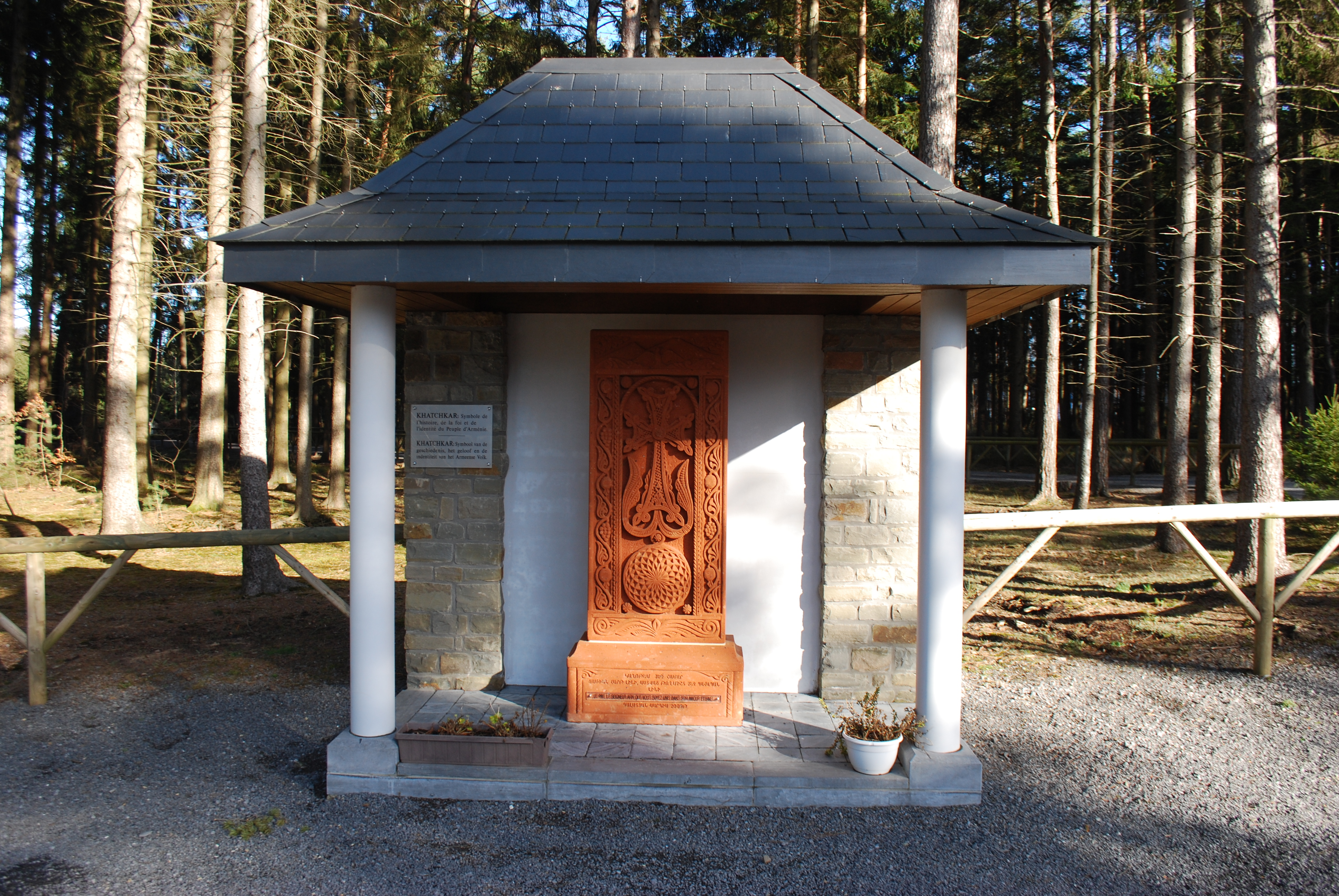
Khatchkar : monument arménien
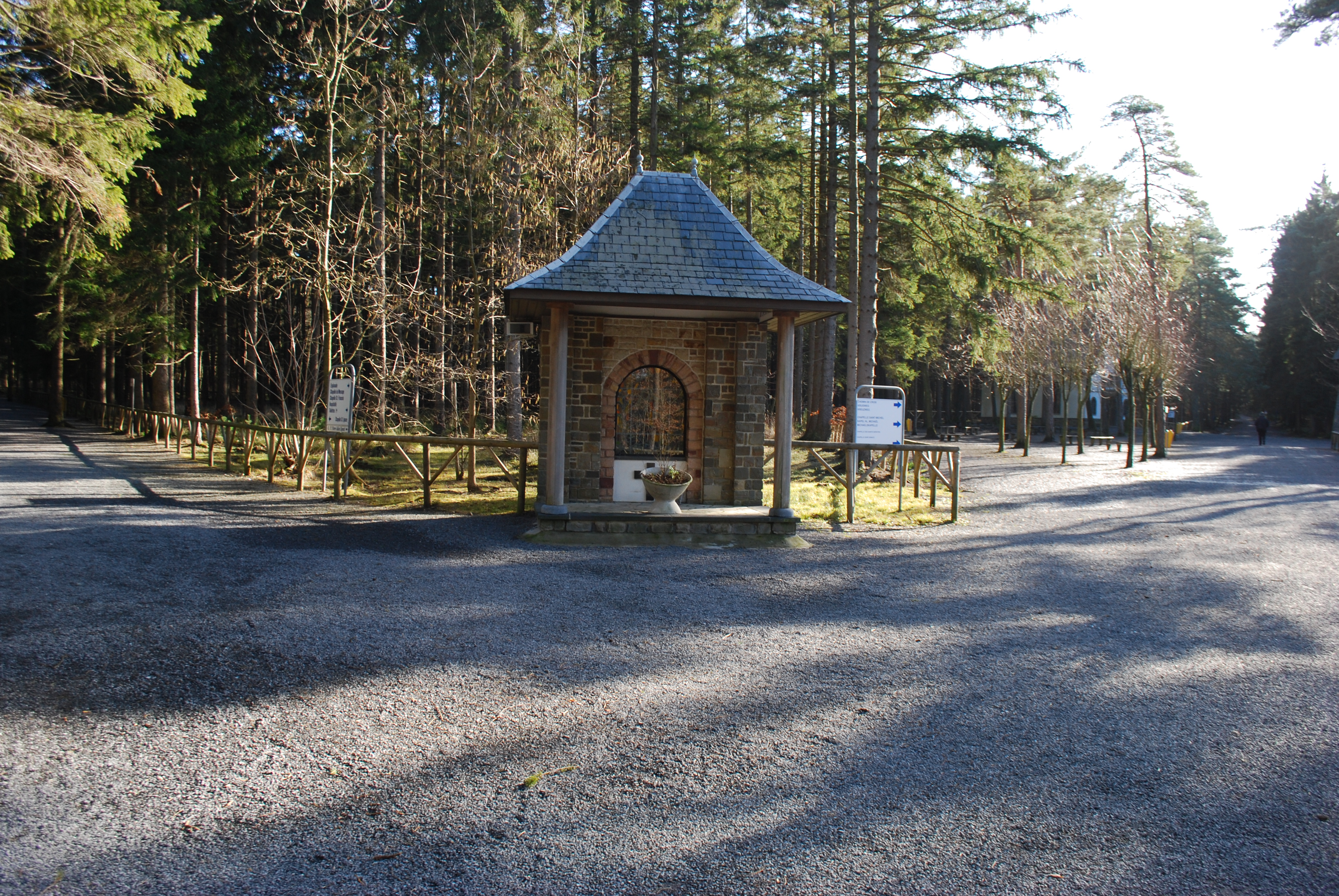
Un petit oratoire
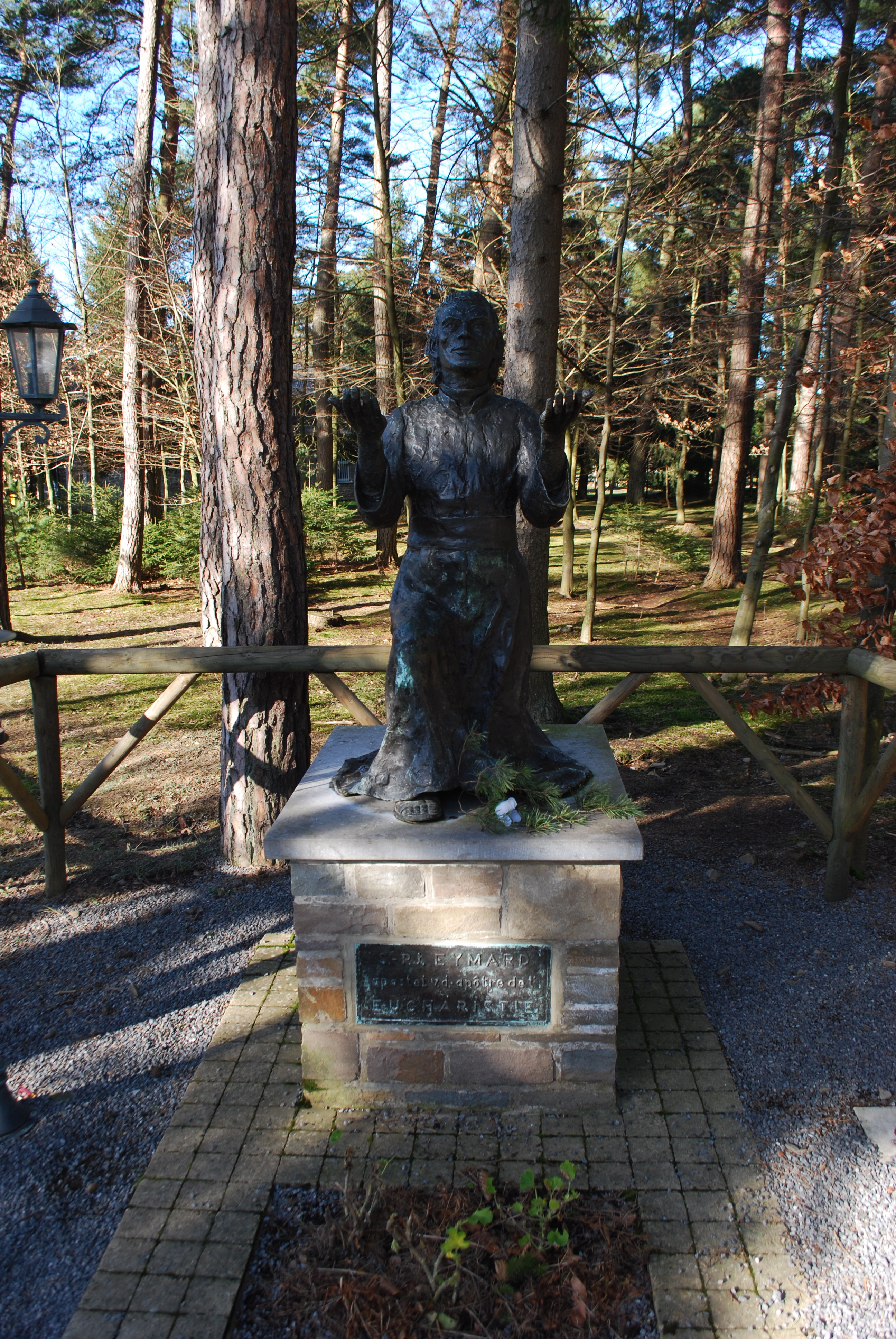
Saint Pierre-Julien Eymard
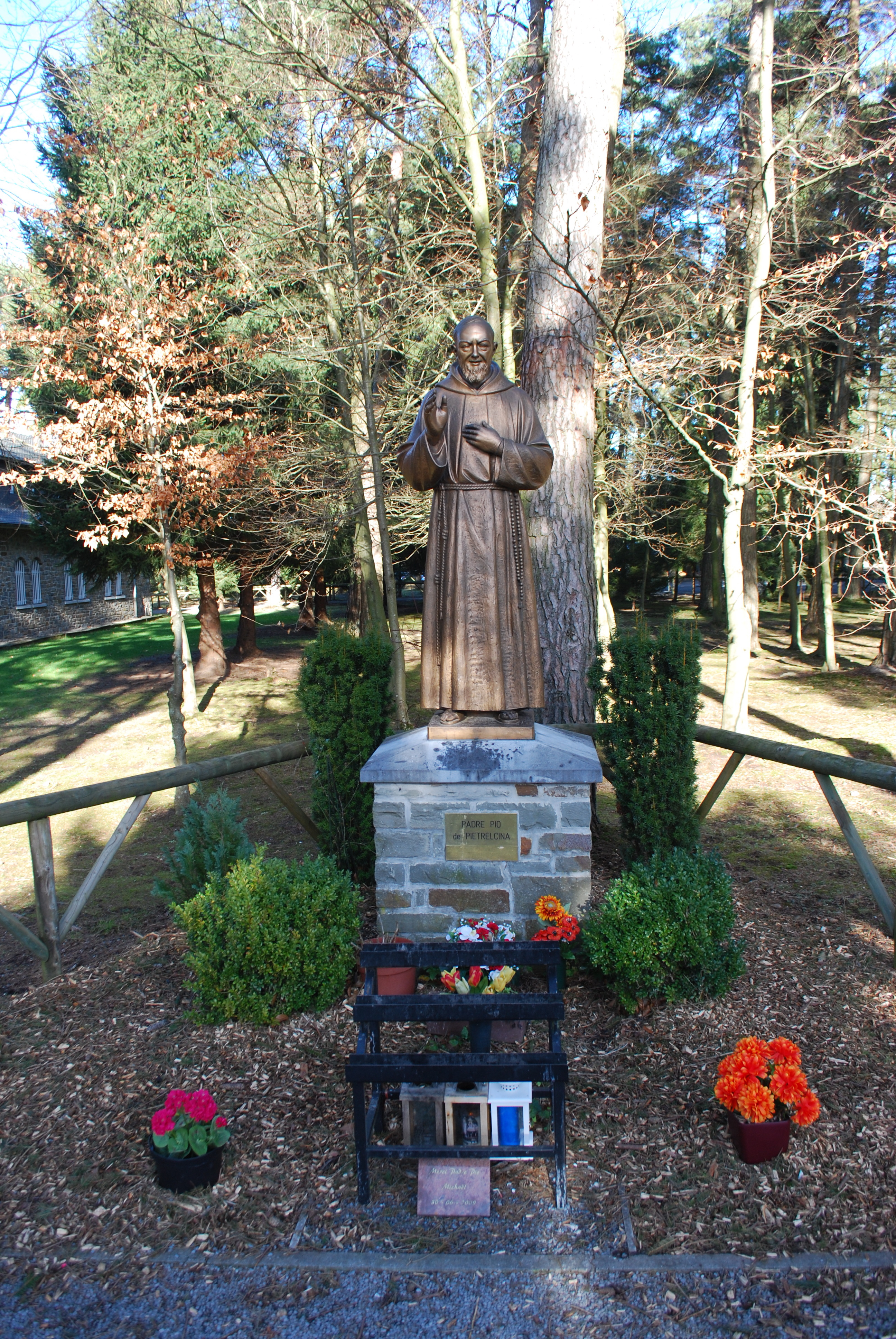
Saint Padre Pio
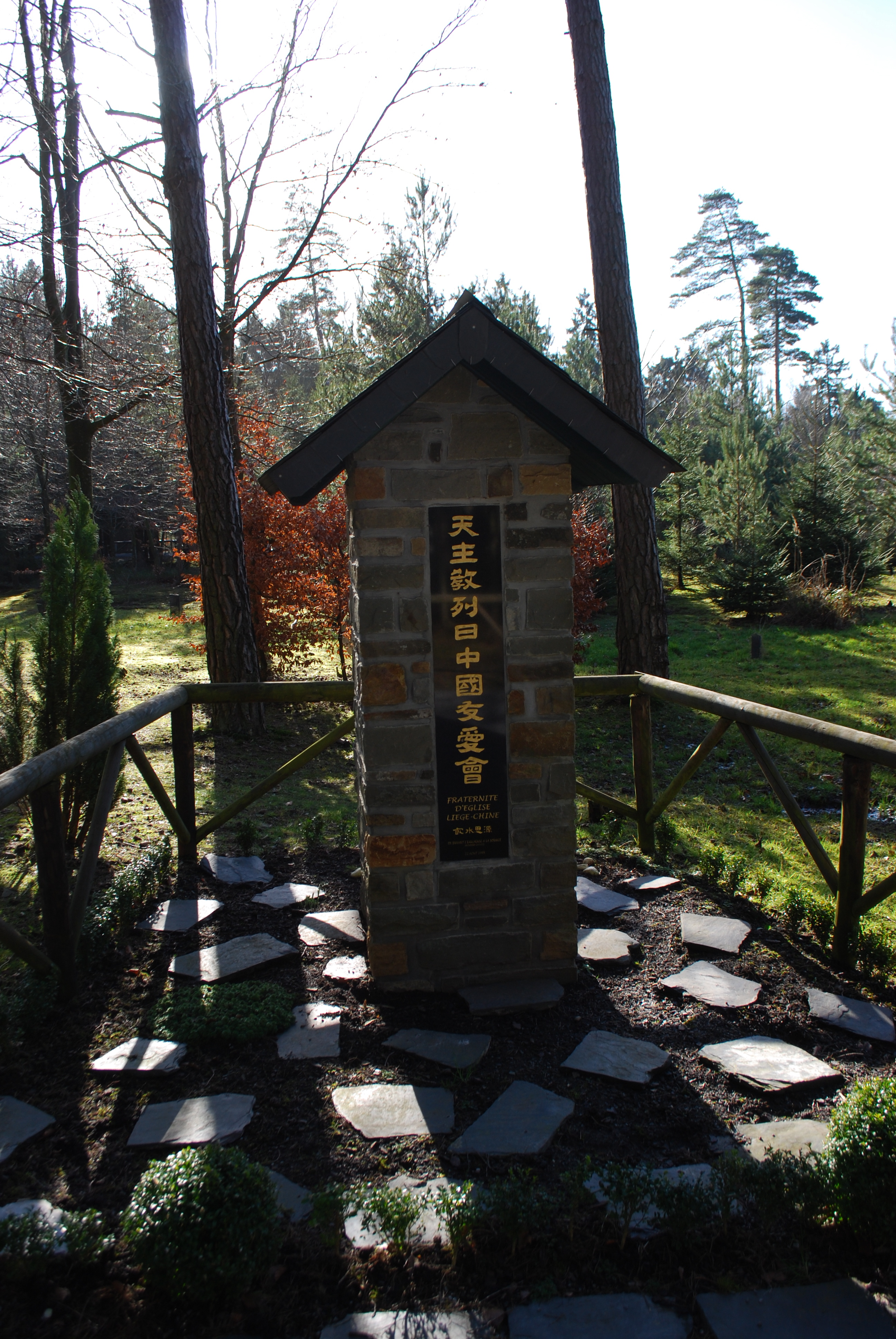
Stèle de la Fraternité Liège-Chine

## Notoriété internationale et dans le christianisme, activités diverses

### Marques de notoriété de l’Église Catholique
Le 14 août 1956, la statue de Notre-Dame de Banneux (dans le sanctuaire) est solennellement couronnée par Mgr Efrem Forni, nonce apostolique en Belgique (en).
En mai 1985, à l'occasion de son voyage en Belgique, le pape Jean-Paul II, se rend à Banneux et y rencontre la voyante Mariette Beco.
Le sanctuaire fait partie du « Réseau marial européen » fondé en 2003, à l’initiative de Mgr Jacques Perrier, (alors évêque de Tarbes et Lourdes). Ce réseau regroupe 21 sanctuaires mariaux présents dans toute l'Europe. Pour la Belgique, c’est le sanctuaire de Banneux qui a été choisi, dès la fondation du réseau en 2003.

### Présence internationale

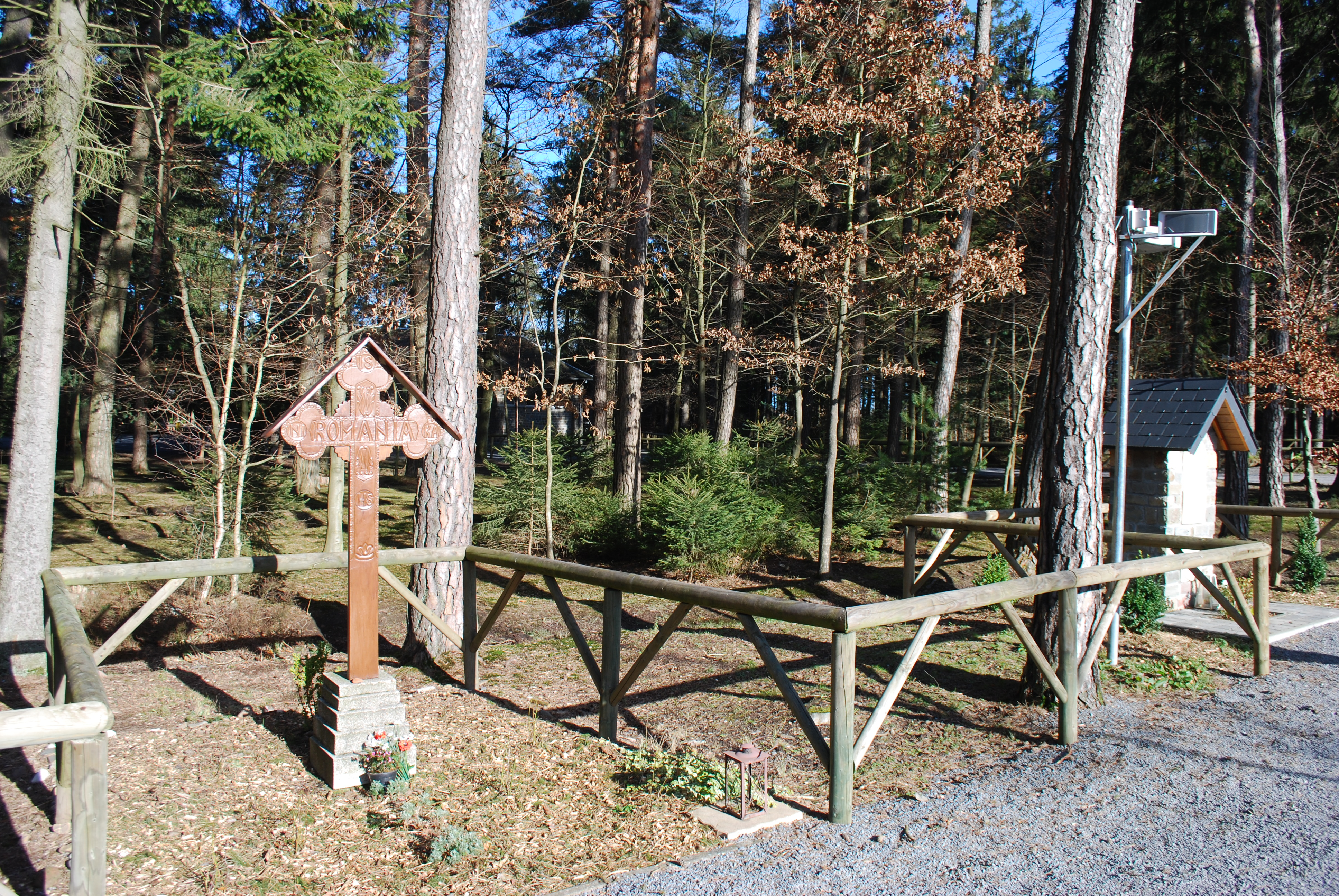
Croix des Roumains.

Le sanctuaire de Banneux sert de lieu de ralliement pour différentes communautés étrangères, émigrés ou expatriés, qui viennent y prier. Le recteur du sanctuaire, le père Léo Palm, cite des groupes d'Ukrainiens, de Congolais, de Kosovars, de Rwandais et de Tamouls qui viennent y prier régulièrement. D'autres communautés ethniques sont également très actives :
- Chaque 1er samedi du mois[N 5], un groupe de prière « vietnamien » vient se recueillir à Banneux. Les membres de cette communauté ont construit une stèle, en l’honneur de Notre-Dame de La Vang, également appelée la « mère des martyrs »[9].
- Des Hongrois des environs de Liège et du Limbourg viennent chaque année, accompagnés de leur aumônier, en pèlerinage la nuit du 31 octobre[9].
- Les Roms viennent en nombre lors du grand pèlerinage du 15 août.

La chapelle Saint-Michel, offerte par des pèlerins allemands, en 1960, se veut un lieu « de réconciliation entre les peuples ». La famille du chancelier allemande Adenauer est liée au don de cette chapelle,.

### Œcuménisme et inter-religieux

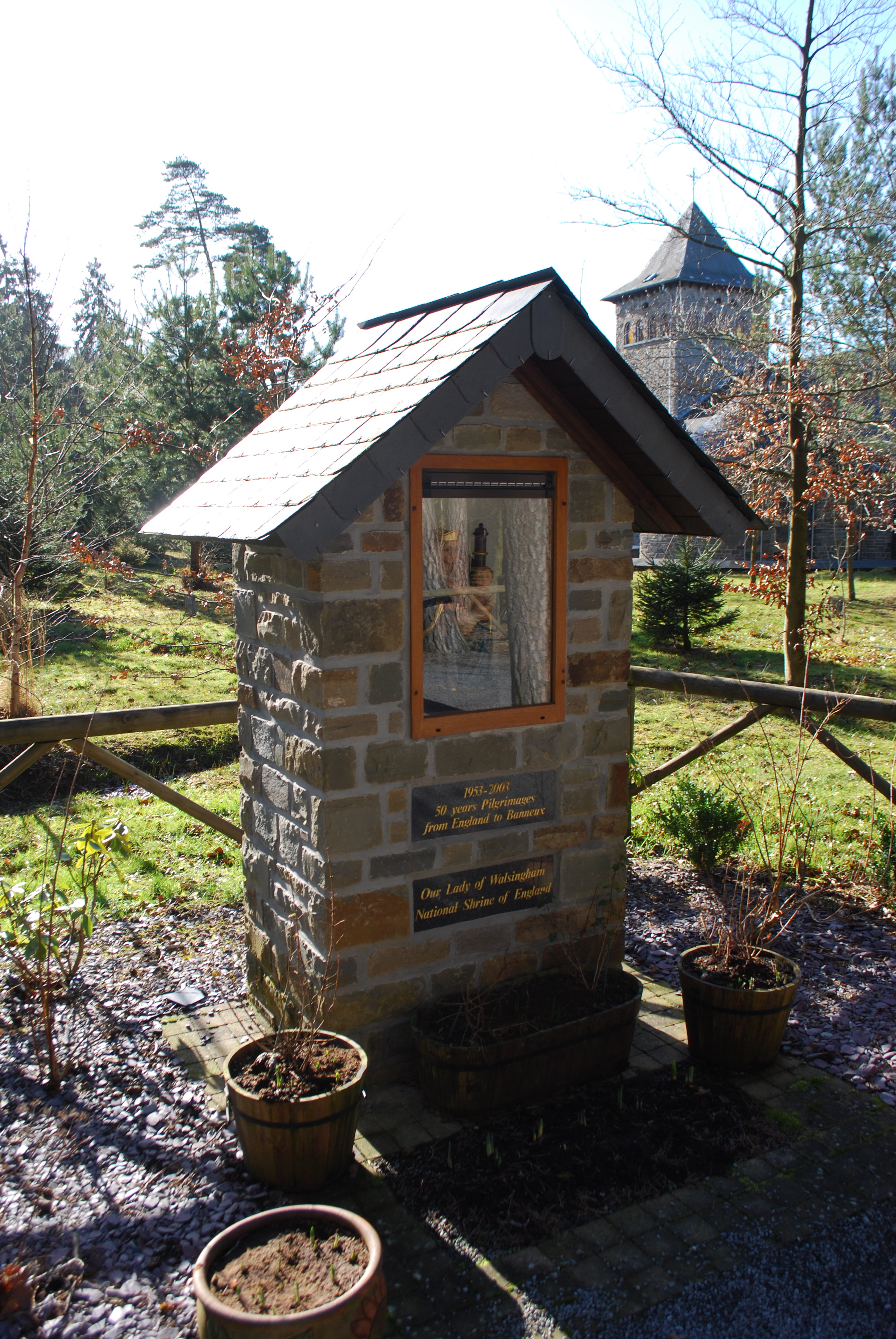
Statue de Notre-Dame de Walsingham. Point de ralliement de la communauté œcuménique.

Au niveau œcuménique, le « groupe œcuménique de Walsingham » rassemble des catholiques et des anglicans leur donnant de gérer un grand nombre de pèlerinages en commun sur ce site. L’Église orthodoxe dispose pour sa part d'une chapelle ainsi que d’une petite église sur le site de Banneux.
Depuis 1994, environ 2 000 musulmans du Kosovo, ne pouvant plus se rendre à Pristina à cause de la guerre, ont pris l'habitude de se rendre dans ce sanctuaire pour y prier à l'occasion de la fête du 15 août. Une activité religieuse spécifique leur a été proposée.
Pour Mgr Aloys Jousten (ancien évêque de Liège), Banneux est « très important pour l'unité de la Belgique », et « pas uniquement parce qu'on y parle continuellement les trois langues nationales ».

### Activités diverses
Activités pastorales
Des paroisses du diocèse et de Belgique viennent dans le sanctuaire pour « faire la préparation à la première communion ou à la profession de foi » des enfants. En 2008, le sanctuaire a accueilli, 1 200 enfants de 10-12 ans pour une retraite d'une journée, 800 ados pour une marche de Carême et 250 jeunes pour un week-end en lien avec les J.M.J. de Sydney.
Chaque jour (durant la saison d’avril à octobre), plusieurs célébrations y sont organisées : célébrations eucharistiques, bénédiction de malades, adoration silencieuse, etc. Des activités sont aussi organisées pour les enfants et les jeunes.
Le sanctuaire publie une revue trimestrielle « La Vierge des Pauvres ».
Pèlerinages
Dès les années cinquante, des trains spéciaux sont affrétés pour les pèlerins qui se rendent à Banneux. Les malades sont accueillis en gare par des bénévoles qui les assistent dans leurs déplacements. Des pèlerinages en autocars sont également organisés. Ils amènent des milliers de visiteurs chaque année.
Des pèlerinages sur quatre jours, appelés « Triduum », sont proposés de Pâques à la mi-octobre. Les pèlerins sont alors encadrés par des bénévoles et bénéficient des services offerts par le personnel de l’Hospitalité.
Fréquentation
Banneux est un centre de pèlerinage marial très fréquenté avec entre 450 000 et 500 000 visiteurs chaque année, du monde entier (majoritairement de la Belgique, des Pays-Bas, d'Allemagne et de France),, ce qui en fait l'un des sites les plus visités de toute la Wallonie.
Pour le 75e  anniversaire des apparitions, en 2008, on a dénombré 600 000 pèlerins